# Leonding
Leonding ist mit 29.244 Einwohnern die viertgrößte Stadt in Oberösterreich. Im Norden grenzt sie mit der Donau an Puchenau, im Osten an Linz, im Süden an Traun und im Westen an Pasching und Wilhering. Leonding gehört zum politischen Bezirk Linz-Land, der zuständige Gerichtsbezirk ist der Gerichtsbezirk Traun.
Bis in die erste Hälfte des 20. Jahrhunderts mit etwa 5000 Einwohnern weitgehend ländlich geprägt, führte ein bis heute anhaltendes starkes Bevölkerungswachstum zu einem großen Aufschwung. 1975 wurde Leonding zur Stadt erhoben, seit 2011 ist es die einwohnerreichste Stadt des Bezirks.
Bekannt ist die Stadt heute vor allem als Sitz einiger großer Industrieunternehmen sowie als grünes, teilweise durchaus noch ländliches Wohngebiet am Rande der Großstadt Linz. Gemeinsam mit seinen Nachbargemeinden gehört Leonding zum zweitgrößten Ballungsraum der Republik Österreich.
Während der Name der Stadt in Leonding meist auf der ersten Silbe betont wird ([ˈleːɔ̯nd̥iŋ]), liegt die Betonung im Rest Österreichs üblicherweise auf dem o ([leˈɔnd̥iŋ]).

## Geografie
Leonding liegt auf 287 Metern Höhe im Zentralraum. Die Ausdehnung beträgt von Nord nach Süd 5,8 Kilometer, von West nach Ost 7,4 Kilometer. Die Gesamtfläche beträgt 24,1 Quadratkilometer. 8,7 Prozent der Fläche sind bewaldet, 59,8 Prozent sind landwirtschaftlich genutzt. Das größte zusammenhängende Waldgebiet ist der Kürnberger Wald. Der höchste Punkt befindet sich in Rufling mit einer Höhe von circa 435 Metern.

### Nachbargemeinden
|           | Puchenau                                    |      |
| Wilhering | Kompassrose, die auf Nachbargemeinden zeigt | Linz |
| Pasching  | Traun                                       |      |

### Stadtgliederung

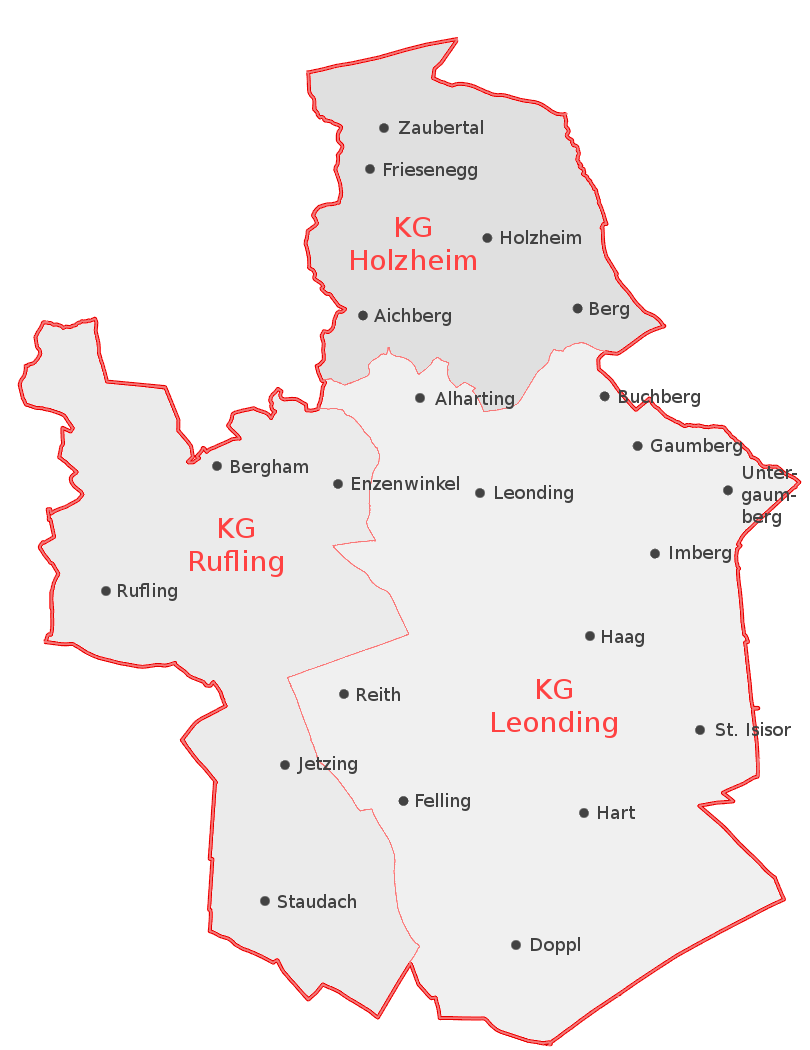
Lage der Ortschaften Leondings

Leonding gliedert sich in drei Katastralgemeinden und insgesamt 22 Ortschaften. Die einzelnen Ortschaften unterscheiden sich dabei sowohl strukturell als auch landschaftlich stark. Der hügelige Norden um Holzheim ist genauso wie der landwirtschaftlich geprägte Westen und Südwesten, um Staudach, Rufling und Jetzing eher dünn besiedelt. Relativ dicht besiedelt ist das Zentrum selbst sowie die südlichen Stadtteile Haag, Hart und Doppl.
| Katastralgemeinde | Ortschaft        | Einwohner 1. Jänner 2025 |
| ----------------- | ---------------- | ------------------------ |
| Leonding          |                  | 23.565                   |
|                   | Alharting        | 262                      |
|                   | Buchberg         | 274                      |
|                   | Doppl            | 3105                     |
|                   | Felling          | 10                       |
|                   | Gaumberg         | 1650                     |
|                   | Haag             | 5433                     |
|                   | Hart             | 5630                     |
|                   | Imberg           | 199                      |
|                   | Leonding-Zentrum | 4705                     |
|                   | Reith            | 866                      |
|                   | Sankt Isidor     | 1015                     |
|                   | Untergaumberg    | 416                      |
| Holzheim          |                  | 2761                     |
|                   | Aichberg         | 148                      |
|                   | Berg             | 1500                     |
|                   | Friesenegg       | 67                       |
|                   | Holzheim         | 232                      |
|                   | Zaubertal        | 814                      |
| KG Rufling        |                  | 2918                     |
|                   | Bergham          | 1271                     |
|                   | Enzenwinkl       | 152                      |
|                   | Jetzing          | 4                        |
|                   | Rufling          | 1441                     |
|                   | Staudach         | 50                       |

### Klima
Das Klima im Raum Leonding ist sowohl subozeanisch als auch subkontinental geprägt. Die Temperatur schwankt im langjährigen Monatsmittel zwischen −0,7 °C im Jänner und 19,9 °C im Juli. Die durchschnittliche Niederschlagsmenge beträgt rund 50 mm in den Monaten September bis April und steigt bis zu rund 110 mm in den Sommermonaten Juni, Juli und August an. Die Jahresniederschlagsmenge beträgt im Durchschnitt rund 870 mm.
Seit 2003 ist Leonding Klimabündnis-Partnerstadt.
|                        | Jan  | Feb  | Mär  | Apr  | Mai  | Jun   | Jul   | Aug   | Sep  | Okt  | Nov  | Dez  |   |       |
| Mittl. Temperatur (°C) | −0,7 | 0,6  | 5,6  | 10,1 | 14,9 | 18,0  | 19,9  | 19,3  | 16,1 | 11,1 | 3,9  | 0,0  | ⌀ | 9,9   |
|                        |      |      |      |      |      |       |       |       |      |      |      |      |   |       |
| Niederschlag (mm)      | 32,9 | 31,1 | 43,7 | 43,4 | 80,0 | 110,9 | 116,7 | 111,4 | 89,6 | 73,9 | 82,6 | 52,5 | Σ | 868,7 |

|  |

|  |

|  |

|  |

|  |

|  |

|  |

|  |

|  |

|  |

|  |

|  |

|  |

|  |

|  |

|  |

|  |

|  |

|  |

|  |

|  |

|  |

|  |

|  |

## Geschichte

### Vorchristliche Zeit
Ein aus der Zeit 5000 v. Chr. (Jungsteinzeit) stammender Siedlungsplatz mit 34 Gruben aus mindestens zwei verschiedenen Phasen mit Linearbandkeramik aus der älteren Jungsteinzeit und Tongefäßen sowie Gefäßscherben aus der mittleren Jungsteinzeit (Paschinger Straße) wurde gefunden. Weiters wurde ein über 6.300 Jahre altes Körpergrab (Leondine) aus der mittleren Jungsteinzeit mit vier schönen Tongefäßen und anderen Beigaben entdeckt.
Streufunde (Altfunde) aus dem Bereich mehrerer Leondinger Altortschaften, viele davon auf Anhöhen und im Kürnberger Wald werden auf die Jungsteinzeit datiert.
Verschiedene Funde aus der Bronzezeit wurden in mehreren Leondinger Altortschaften gemacht, besonders ergiebig waren sie in Berg, Alharting und Gaumberg sowie in der „Reingrub“ im Kürnberger Wald (Hügelgräberfeld). Ein Depotfund wurde im Dörnbacher Wald gemacht, es gibt außerdem Hinweise auf eine teilweise Besiedelung des Kürnberges.
Die Reste einer Frühsiedlung wurden auch im Ortszentrum von Leonding (spätbronzezeitliche/frühhallstattzeitliche Fundkeramik) aufgedeckt, die auf 1300 bis 800 v. Chr. datiert wird.

### Mittelalter
Im Jahr 1013 wird Leonding zum ersten Mal als Liutmuntinga urkundlich erwähnt. Der Name ist auf den Personennamen Liutmunt zurückzuführen. In den folgenden Jahrhunderten kam es immer wieder zu Lautverschiebungen: So wurde aus Liutmuntinga zuerst Leuwentingen, dann Leuntingen und Lantyng. 1667 war schließlich das erste Mal von Londing zu lesen.
Ursprünglich im Ostteil des Herzogtums Bayern liegend, gehörte der Ort seit dem 12. Jahrhundert zum Herzogtum Österreich. Seit 1490 wird er dem Fürstentum Österreich ob der Enns zugerechnet. In den folgenden Jahrhunderten war Leonding bzw. der Kürnberger Wald immer wieder Schauplatz großer Jagden, beispielsweise von Maximilian I ab dem Jahr 1500. Im Jahr 1686 veranstaltete Kaiser Leopold I. mit dem Grafen Khevenhüller unter Anwesenheit von mehr als 1000 Personen eine Hirschjagd im Kürnberger Wald.

### Neuzeit
Während der Napoleonischen Kriege war der Ort mehrfach besetzt. Unter anderem besetzten im Jahr 1800 1.500 Franzosen den Ort und forderten jahrelang Verpflegung und Quartier.

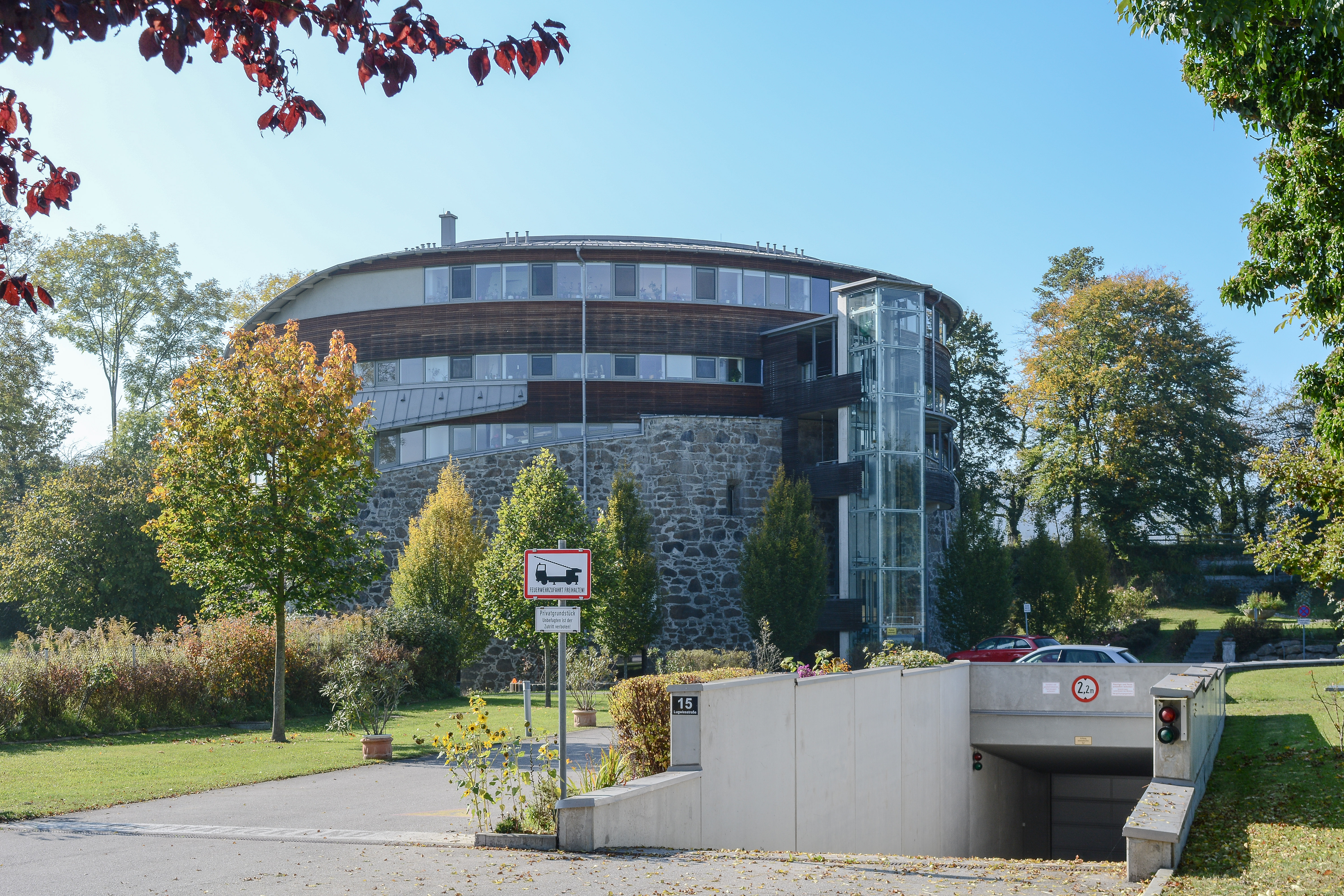
Einer der erhaltenen Türme der Turmbefestigung Linz

Die Erfahrungen in den Koalitionskriegen gaben den Anlass zum Bau einer Befestigungsanlage, deren Bau ab 1831 als Turmbefestigung Linz begonnen wurde. Neun der ursprünglich 27 Türme befanden sich auf Leondinger Gemeindegebiet. Heute sind noch vier der Leondinger Türme erhalten und dienen als Wohn- und Arbeitsraum.
1850 konstituierte sich die erste Leondinger Gemeindeverwaltung. Die ersten Bürgermeister waren fast ausnahmslos angesehene Bauern und Gutshofbesitzer.
Ab 1858 wurde die Kaiserin-Elisabeth-Bahn, die heutige Westbahn, durch Leonding gebaut, eine Haltestelle wurde in Leonding aber erst 1881 eingerichtet. 1911 folgte die Linzer Lokalbahn.
1898 bis 1905 wohnte Adolf Hitler als Kind mit seinen Eltern in Leonding, sein Elternhaus existiert noch heute und beherbergt momentan das städtische Bestattungsunternehmen. Die Eltern, die 1903 bzw. 1907 starben, liegen im Leondinger Friedhof begraben. Das Grab wurde allerdings 2012 aufgelassen, da es immer mehr zu einem Treffpunkt von Neonazis wurde.

### Erste Republik
Die Gründung der 1. Republik und die Schaffung demokratischer Verhältnisse bedeutete für Leonding einen großen Umbruch. Kamen zwischen 1850 und 1919 mit einer Ausnahme sämtliche Bürgermeister aus dem Bauernstand, so brachten die Wahlen 1919 große Veränderungen mit sich: Die Arbeiterschaft stellte eine Mehrheit im Gemeinderat und ein sozialdemokratischer Eisenbahner wurde zum Bürgermeister gewählt.

„Eine neue Zeit nimmt ihren Anfang, in der alles tiefgreifend verändert ist, in der für Leonding das beschauliche Dorfleben zu Ende geht, eine Zeit, mit der viele erst fertig werden mußten und die für manche schwerer war als der Weltkrieg selbst.“

Die folgenden Jahre waren geprägt von Spannungen und politischen Kämpfen zwischen den beiden Lagern. 1922 verbündeten sich Christlich-Soziale, Großdeutsche und Freiheits- und Ordnungspartei und erzwangen Neuwahlen, wo sie stimmenmäßig zwar als Bürgerliche Einheitsliste den Sozialdemokraten unterlegen waren, jedoch gleich viele Mandate im Gemeinderat erreichen konnten. Das Los entschied, dass Alfons Wagenhofer, damaliger Besitzer des Schloss Rufling, neuer Bürgermeister wurde. 1924 wiederholte sich die Situation, wieder lagen die Sozialdemokraten vor der Einheitsliste. Wieder entschied das Los für den bürgerlichen Bürgermeister. 1926 entspannte sich die Situation, man einigte sich auf Karl Schrattenholzer, einem gemäßigten Sozialdemokraten, als neuen Bürgermeister, der dann 1929 bei den letzten freien Gemeinderatswahlen der 1. Republik einen klaren Sieg erringen konnte.

### Austrofaschismus
Durch die Stadtrandlage zu Linz spielte auch Leonding im österreichischen Bürgerkrieg eine gewisse Rolle. Während in Linz am 12. Februar 1934 heftige Kämpfe tobten, machten sich in Leonding Hunderte Schutzbündler bereit, in die Kämpfe einzugreifen. Geplant war, gemeinsam mit anderen Kämpfern aus Traun und Nettingsdorf, die Munitionsdepots in Hart und im 13er-Turm anzugreifen. Durch die schnelle Niederschlagung der Kämpfe in Linz kam es in Leonding kaum zu Kämpfen, jedoch wurden 37 Sozialdemokraten verhaftet.
In der Folge wurden der demokratisch gewählte Gemeinderat und der sozialdemokratische Bürgermeister abgesetzt. An die Stelle des Gemeinderats trat ein sogenannter ständischer Gemeindetag, dem Gewerbetreibende, Bauern, Lehrer und auch der Pfarrer angehörten. Bürgermeister der Vaterländischen Front wurde der Leondinger Bauer Franz Bäck.

### Zeit des Nationalsozialismus

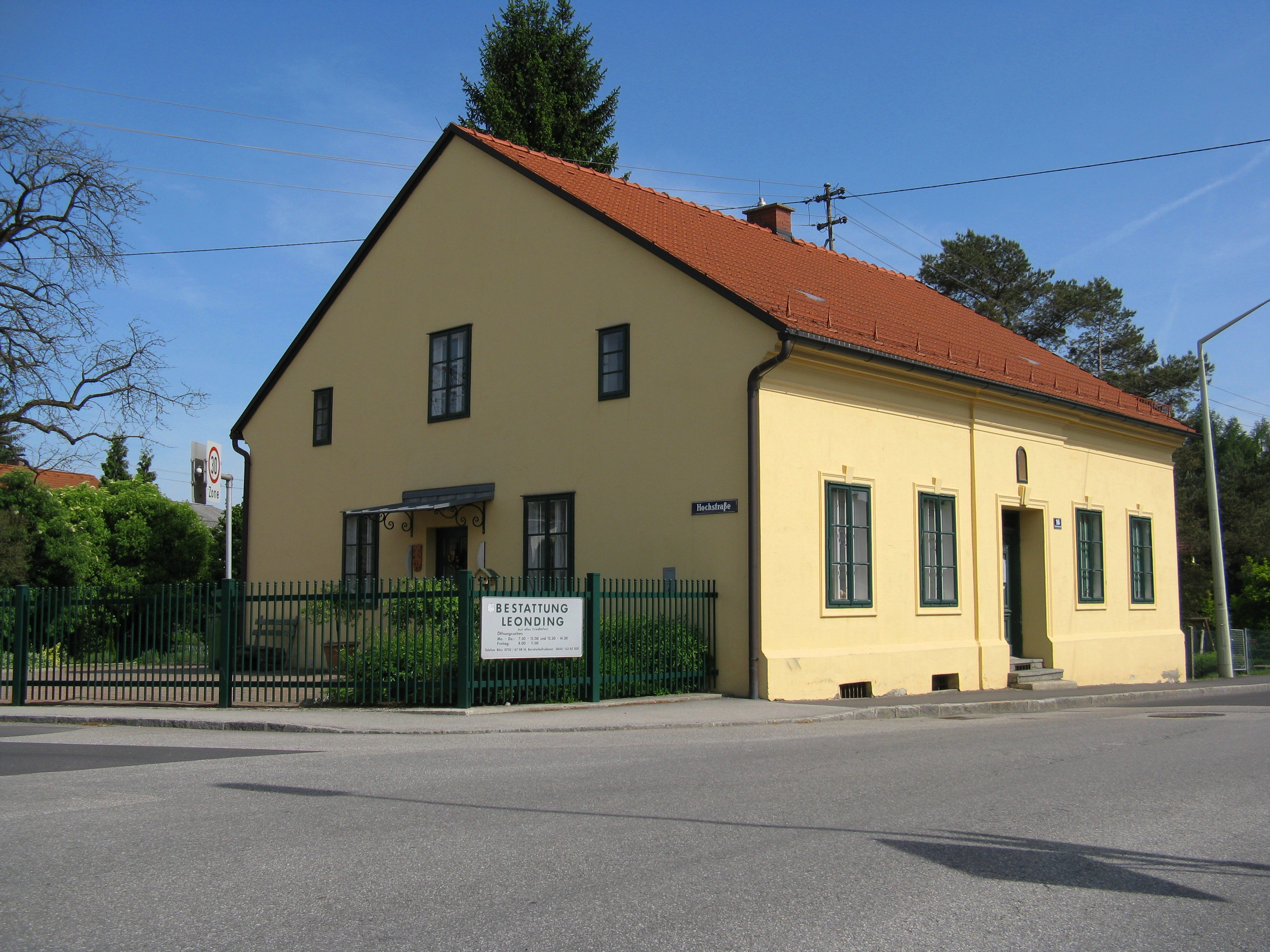
Das Haus, in dem Hitler ab 1900 wohnte

Bereits am Tag nach dem Anschluss Österreichs besuchte Hitler Leonding, das Grab seiner Eltern und sein ehemaliges Wohnhaus. Kurz darauf wurde der Dorfplatz in Adolf-Hitler-Platz umbenannt. In den folgenden Monaten wurde die Eingemeindung von Leonding, gemeinsam mit anderen Gemeinden wie Traun und Pasching, in ein neues Groß-Linz intensiv vorbereitet. Die Umsetzung wurde dann allerdings kriegsbedingt aufgeschoben, lediglich der 1,5 Quadratkilometer große Stadtteil Keferfeld wurde am 1. Oktober 1939 eingemeindet.
Während des Krieges fielen bei 22 US-amerikanisch/englischen Luftangriffen rund 700 Bomben auf Leonding. Noch am 5. Mai 1945, drei Tage vor dem Ende des Krieges, wurde in Leonding gekämpft: US-amerikanische Panzer, die am Tag zuvor den Flughafen Hörsching eingenommen hatten, wurden von Geschützen, die am Buchberg und am Freinberg postiert waren, aufgehalten.
Die Wochen nach dem Krieg waren geprägt von einer Unzahl an Flüchtlingen, unorganisierten Wehrmachtssoldaten und ehemaligen KZ-Häftlingen, die durch Linz und Leonding zogen. Auf der Suche nach Nahrung kam es immer wieder zu Plünderungen und Diebstählen.

### Nachkriegszeit
Während zwischen 1938 und 1945 in Leonding striktes Bauverbot herrschte – man geht davon aus, dass Leonding eine „unverfälschte“ Hitler-Wallfahrtstätte bleiben sollte – wurde nach dem Krieg dringend Wohnfläche benötigt. Alleine die Bevölkerung im Stadtteil Doppl-Hart stieg zwischen 1945 und 1958 von 500 auf 3.000 Personen, die Situation in anderen Stadtteilen war ähnlich. Die Gesamtbevölkerung Leondings stieg alleine zwischen 1951 und 1957 um ein Drittel.
In den folgenden Jahrzehnten wurde Leonding von den Linzer Stadtentwicklungsplänen immer wieder miteinbezogen. Leonding wurde Linzer Ergänzungsgebiet und Stadteinflusszone genannt, eine Eingemeindung wurde im damals wirtschaftlich schwachen und finanziell schlecht gestellten Leonding allerdings strikt abgelehnt. In den 1960er Jahren lockte Leonding mit billigem Baugrund und laschen Bauvorschriften, wodurch sich viele Betriebe aus Linz in Leonding ansiedelten. Spätestens seit der Stadterhebung 1975 gibt es seitens der Linzer Stadtpolitik keine ernsthaften Pläne mehr zur Eingemeindung Leondings.

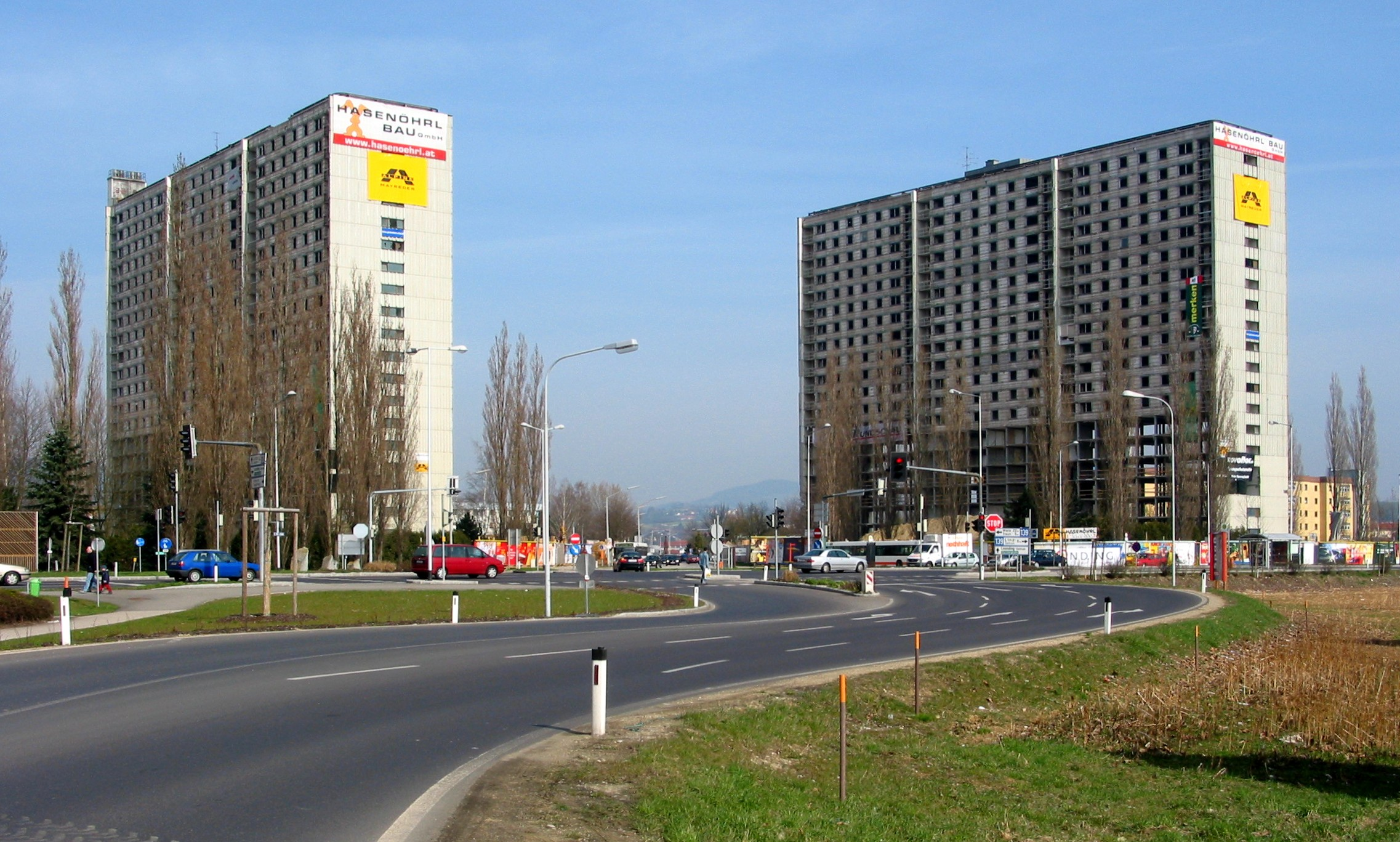
Hochhäuser am Harter Plateau am Tag vor der Sprengung

Anfang der 1970er Jahre begann die GIWOG, die VOEST-eigene Wohngenossenschaft, im damals dünn besiedelten Stadtteil Hart die Planung und den Bau mehrerer großer Wohnprojekte. Ein komplett neuer Stadtteil mit Wohnraum für 20.000 bis 30.000 Menschen sollte entstehen. Durch heftige Kritik, teilweise auch durch Fehlplanung – es fehlte zum Beispiel an Geschäften und einer Straßenbahnanbindung – und nicht zuletzt durch die internationale Stahlkrise 1985, fehlte letztendlich der Wille und die finanziellen Mittel für einen Weiterbau. Im Jahr 2003 wurden die beiden von 1972 bis 1974 gebauten und zuletzt stark heruntergekommenen Hochhäuser am Harter Plateau unter großem Interesse der Bevölkerung und der Medien gesprengt. Nach der Sprengung entstanden am ehemaligen Ort der Hochhäuser neue, niedrigere Wohnanlagen.
In den 1990er Jahren wurde der Wohnungs- und Platzmangel in Linz immer eklatanter. Die Landeshauptstadt verlor innerhalb von 10 Jahren rund 20.000 Einwohner, was dazu führte, dass in Leonding wieder vermehrt Wohnraum geplant und gebaut wurde. 2003 wurde das neue Leondinger Rathaus eröffnet, 2007 der Ausbau der Straßenbahn bis nach Hart offiziell besiegelt. Die Strecke wurde im August 2011 nach zwei Jahren Bauzeit eröffnet. Durch die rege Bautätigkeit in Hart und Haag in den letzten Jahren übersteigt die Bevölkerungszahl der „neuen“ südlichen Stadtteile mittlerweile jene in „Alt-“ bzw. „Nordleonding“.

## Bevölkerung

### Übersicht
Hatte Leonding 1810 rund 2.000 Einwohner und um die Jahrhundertwende 3.829, so waren 1945 bereits 6.131 Personen gemeldet. Doch erst nach 1945 setzte der enorme Bevölkerungszuwachs ein. Wie sehr dieser Zuzug besonders nach Kriegsende der Gemeinde zu schaffen machte, geht sowohl aus Protokollen dieser Zeit als auch aus der Gemeindechronik hervor. Innerhalb von 30 Jahren stieg die Einwohnerzahl von 6.131 auf 19.100 Personen. Die Ursache dieser Bevölkerungsexplosion liegt einerseits darin, dass viele Heimatvertriebene in Leonding ihr neues Zuhause fanden, andererseits auch in dem Umstand, dass mehr und mehr Personen, die im industriellen Ballungsraum von Linz ihren Beruf ausüben, sich in Leonding niederließen. Bemerkenswert ist weiters, dass dieses Wachstum der Bevölkerung per dato ungebremst ist. Im Jahr 2008 überholte Leonding bei der Bevölkerungsziffer die Nachbarstadt Traun und ist seitdem viertgrößte Stadt in Oberösterreich. Seit 2013 ist Leonding die fünfzehntgrößte Stadt in Österreich.
Momentan wächst die Bevölkerung Leondings um ungefähr 400 Personen pro Jahr, wobei sich das Wachstum größtenteils auf die südlichen Stadtteile wie Hart und Haag beschränkt. Weiters wird gerade ein „Masterplan Leonding“ ausgearbeitet, der das Leondinger Zentrum beleben und das Zentrum im Norden der Stadt mit den bevölkerungsreichen Stadtteilen im Süden besser verbinden soll.

### Bevölkerungsstand und -struktur
Bei der Erhebung 2011 betrug der Anteil der Einwohner, die 65 Jahre und älter waren, 17,2 %; 15,5 % waren unter 15 Jahre alt. Die Bevölkerung Leondings ist somit wesentlich jünger als jene von Linz (19,4 % über 65-Jährige, 13,2 % unter 15-Jährige). Der Anteil der weiblichen Bevölkerung lag bei 51,9 %.
Mit einer Akademikerquote von 17,4 % liegt Leonding weit über der gesamtoberösterreichischen Quote von 9,6 %. Nur Wilhering hat einen höheren Anteil von Akademikern an der Bevölkerung im Bezirk Linz-Land.
Der Anteil der Leondinger mit ausländischer Staatsbürgerschaft lag 2011 bei 10,2 %. Die größte Ausländergruppe kommt aus Deutschland (12,1 % der ausländischen Bevölkerung).

### Religion

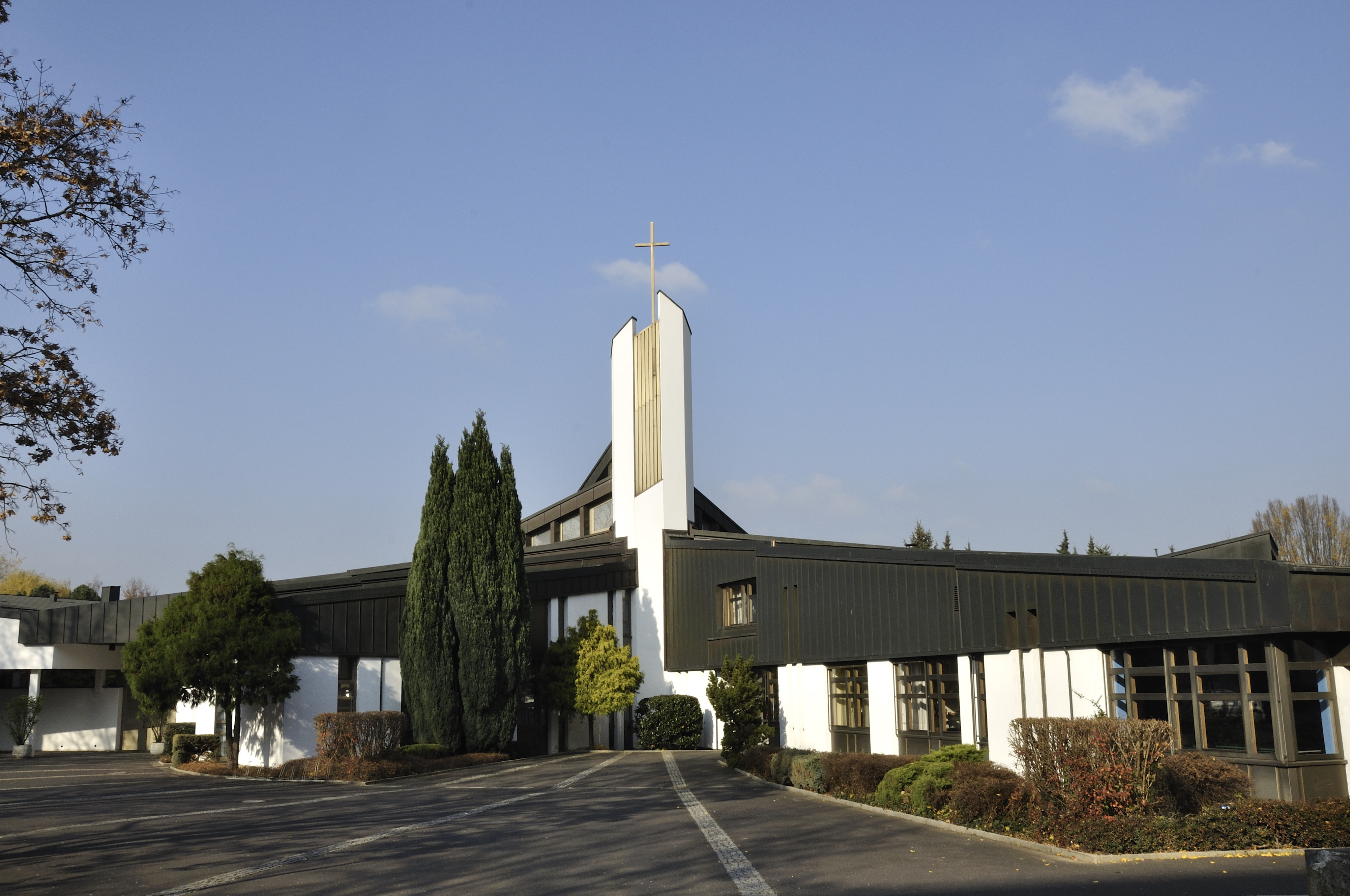
Kath. Pfarrkirche St. Johannes in Hart

Gemäß der Volkszählung von 2001 verteilt sich die Religionszugehörigkeit wie folgt:
- 68,6 % römisch-katholisch
- 16,0 % konfessionslos
- 5,7 % evangelisch
- 3,8 % islamisch
- 1,8 % christlich-orthodox
- 4,1 % andere Religionen oder unbekannt

## Kultur und Sehenswürdigkeiten

### Bauwerke und Plätze

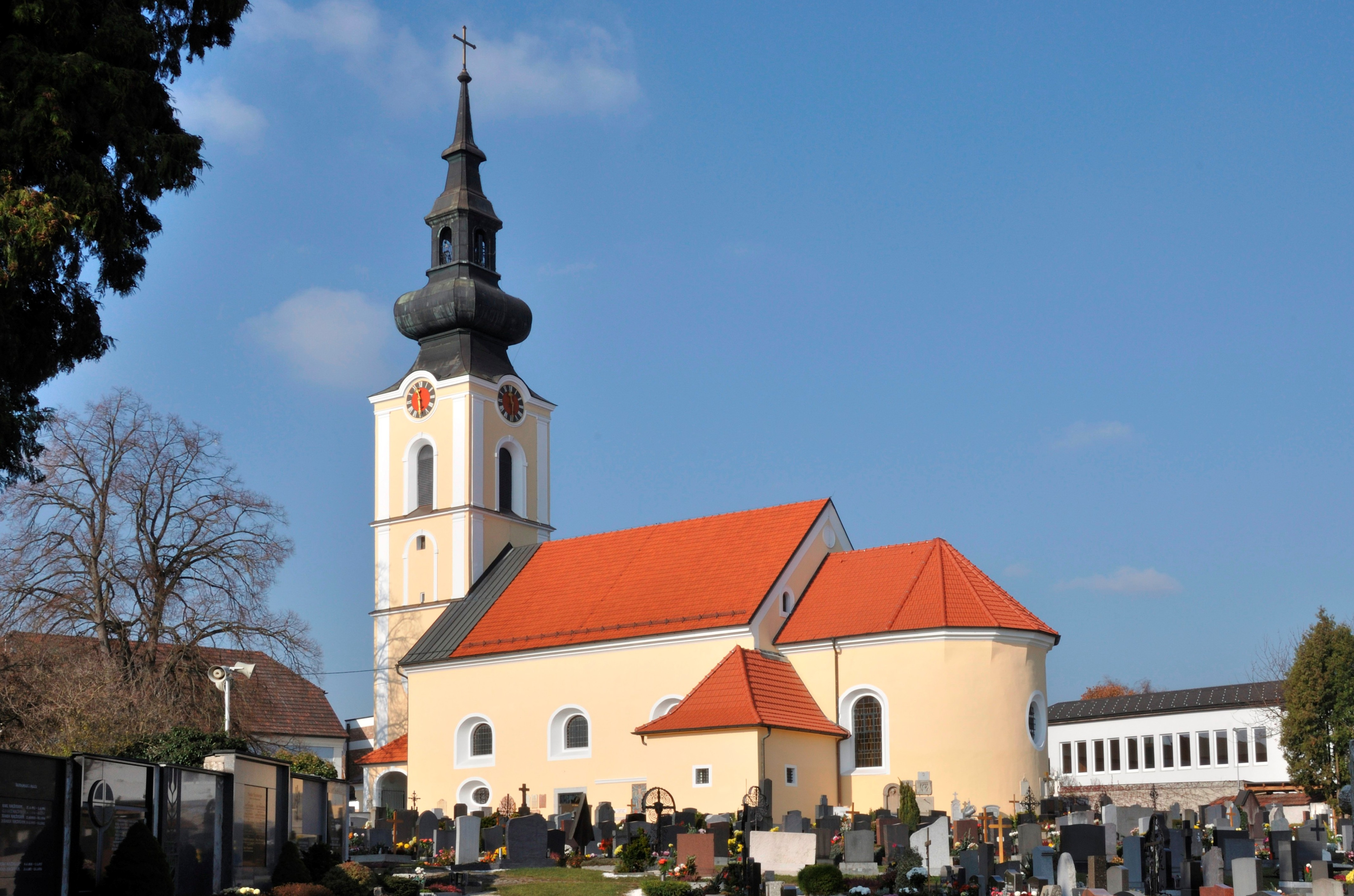
Pfarrkirche hl. Michael in Leonding

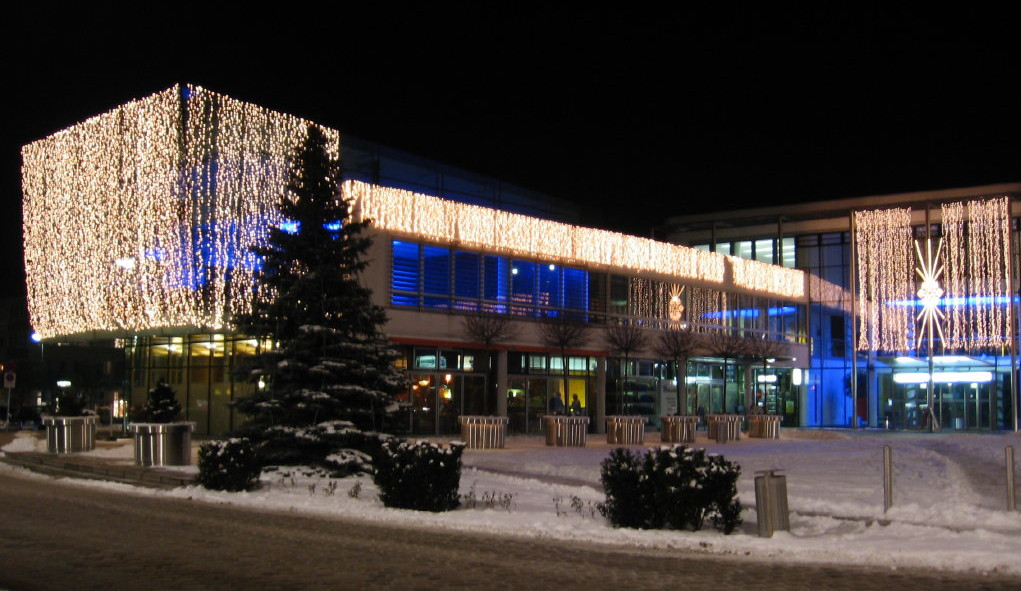
Der Leondinger Stadtplatz zur Weihnachtszeit

Zentraler Platz Leondings ist der ca. 5.000 m² große Stadtplatz im Zentrum der Stadt. Anfang der 2000er Jahre wurde das Leondinger Rathaus und somit auch der Stadtplatz komplett neu gestaltet. Zuvor war die Stadtverwaltung in einem Zweckbau aus den 1950er Jahren untergebracht. Der Stadtplatz wird heute vor allem durch einige historische Gebäude wie der Leondinger Pfarrkirche, dem 44er Haus, aber eben auch neueren Gebäuden wie dem Rathaus geprägt. Auffallend ist vor allem der Gemeinderatssaal, der mit einer gläsernen Fassade in den Stadtplatz hineinragt. Ebenfalls Teil des Rathauses ist das sogenannte Rathaus-Atrium, das als Veranstaltungshalle und im Winter als Standort für den Bauernmarkt dient.
Im Süden Leondings befindet sich die Kürnberghalle, die bis zu 1.000 Besuchern Platz bietet. Sie wird vor allem für Kabarettveranstaltungen und Konzerte genutzt.

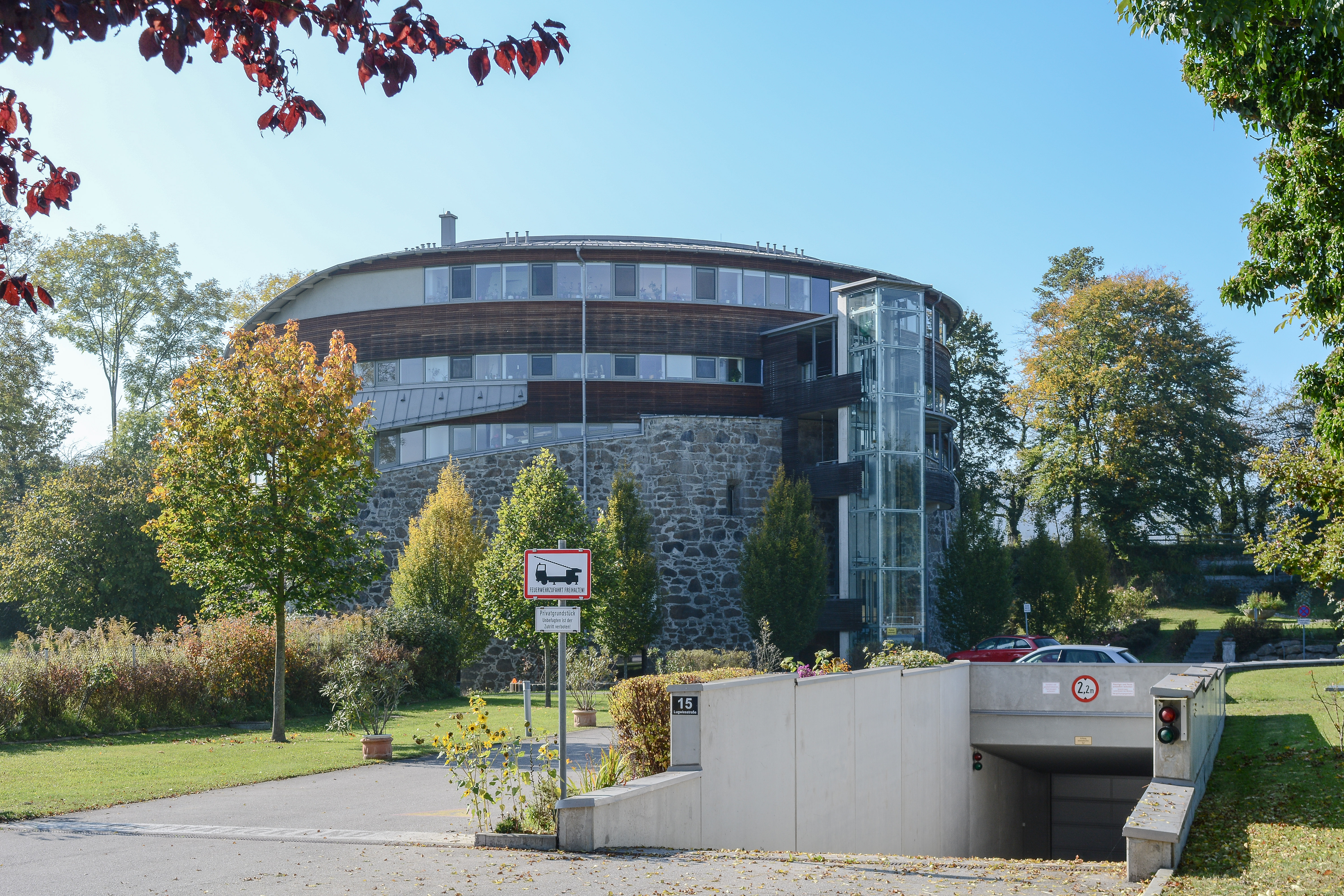
Turm 12

Weithin sichtbar im hügeligen Norden Leondings sind die vier erhaltenen Leondinger Türme der Turmbefestigung Linz. Während sich im Turm 9 heute das Stadtmuseum Leonding befindet, wurden in Turm 10 und in Turm 12 Wohnungen eingerichtet. Der Turm 13 befindet sich heute in Gemeindebesitz und wurde im Jahr 2000 teilsaniert, um ihn als Kulturdenkmal zu erhalten.
In Leonding befinden sich zwei erhaltene Schlösser: Das Schloss Holzheim, manchmal auch Painherrnhof genannt, befindet sich im Norden der Stadt. Es wurde 1075 erstmals erwähnt und wurde 1726 nach einem Brand neu errichtet. Das heutige Wappen Leondings geht auf die Painherren zurück. Heute dient das gut erhaltene Schloss als Wohnhaus. Das zweite erhaltene Schloss ist das Schloss Rufling im Westen Leondings. Es wurde das erste Mal bereits 791 erwähnt, die heutige Form stammt aus der zweiten Hälfte des 19. Jahrhunderts. Es dient heute ebenfalls zu Wohnzwecken. Ein drittes erhaltene Schloss war das Schloss Bergham, das allerdings im Jahr 2011 wegen Baufälligkeit abgerissen werden musste.
Siehe auch:
- Evangelische Pfarrkirche Leonding-Doppl
- Katholische Pfarrkirche Leonding-Doppl
- Pfarrkirche Leonding-Hart
- Reformierte Pfarrkirche Linz-Leonding

Ansichten

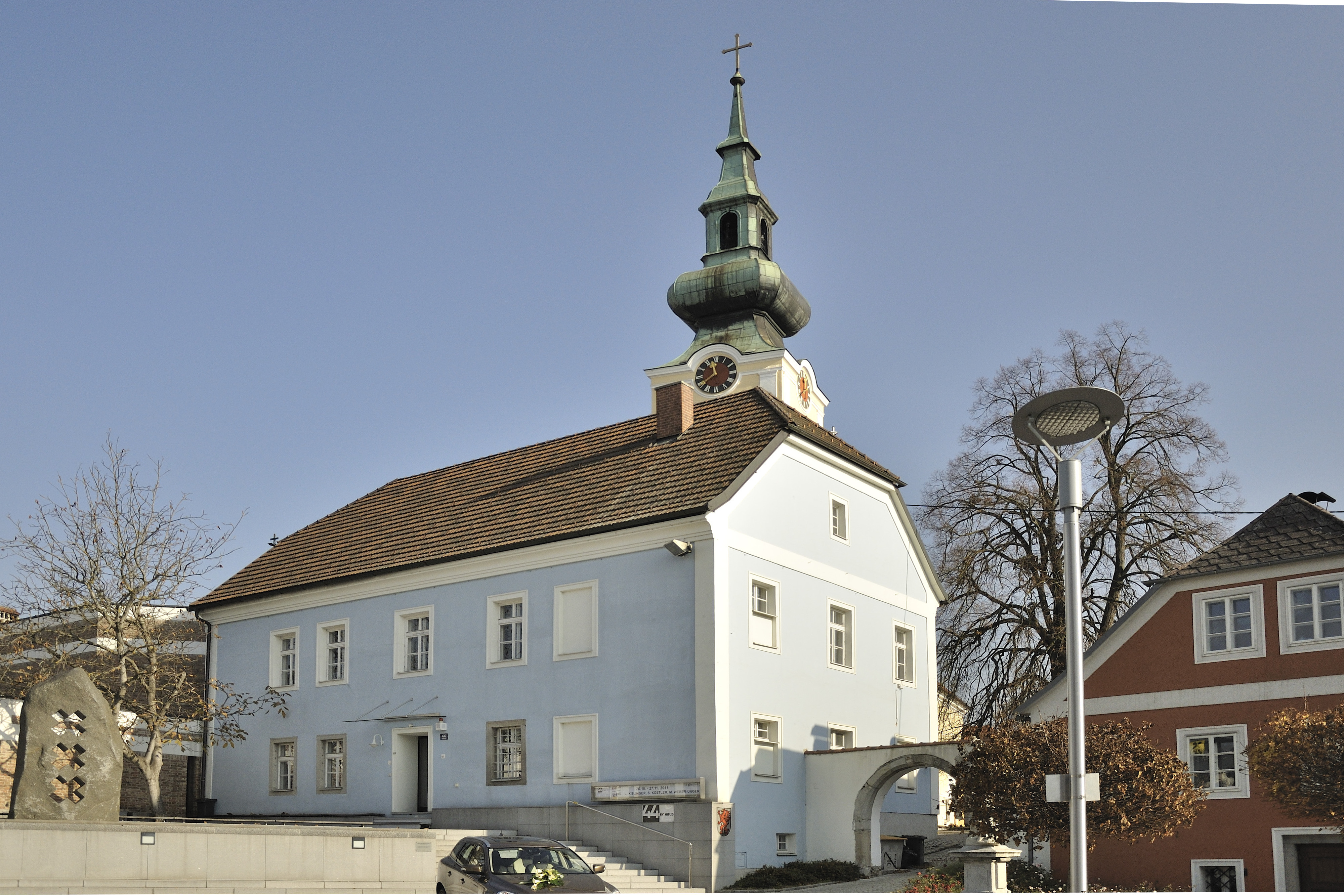
Galerie 44er Haus am Stadtplatz
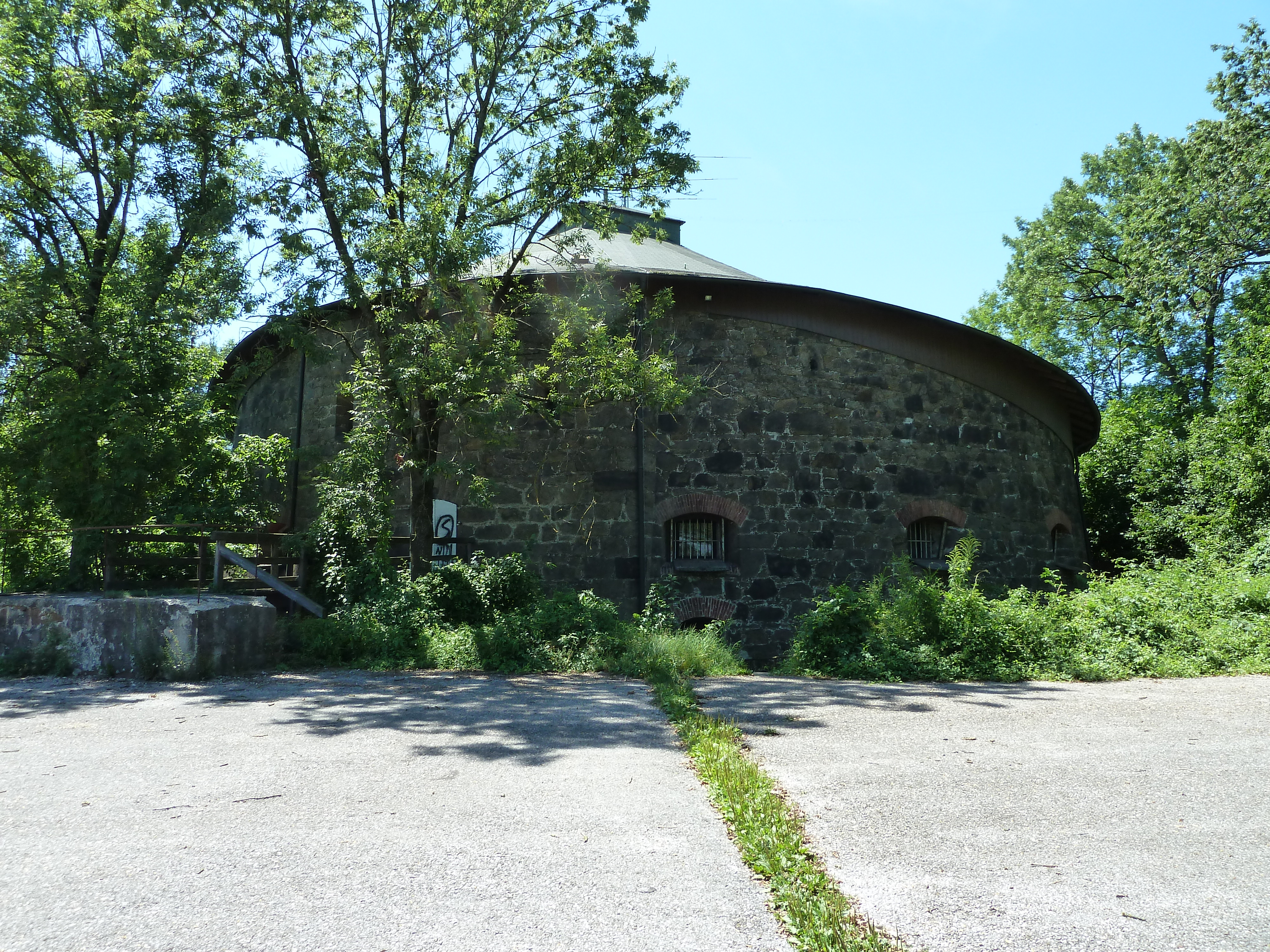
Leerstehender Turm 13
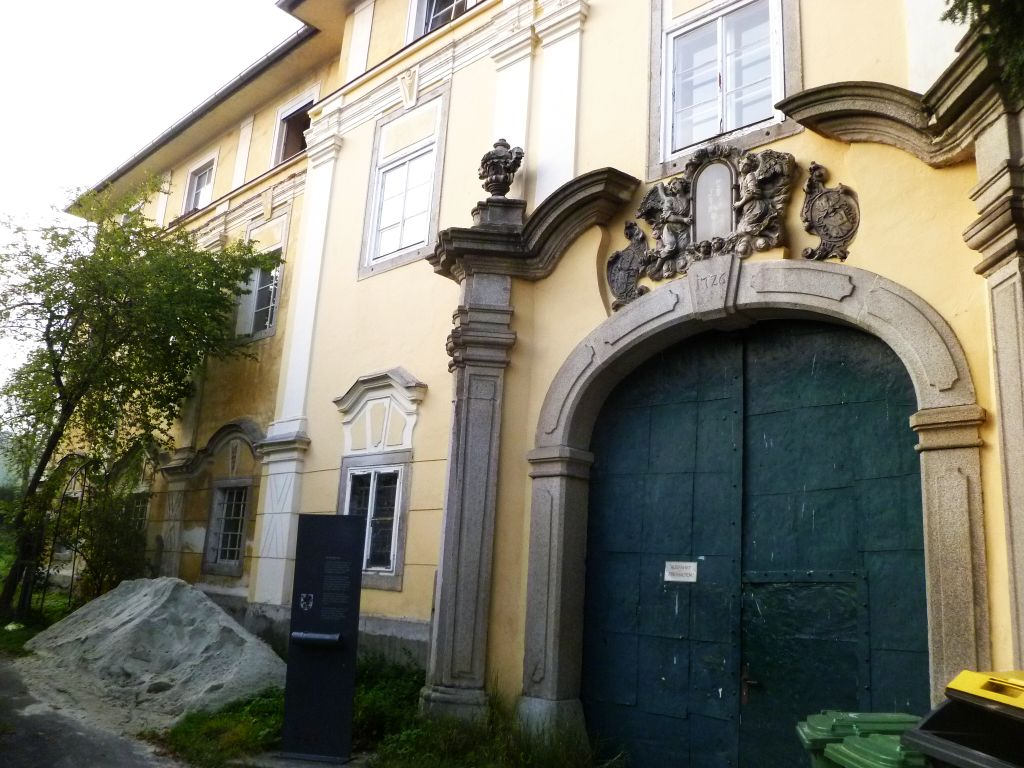
Schloss Holzheim heute
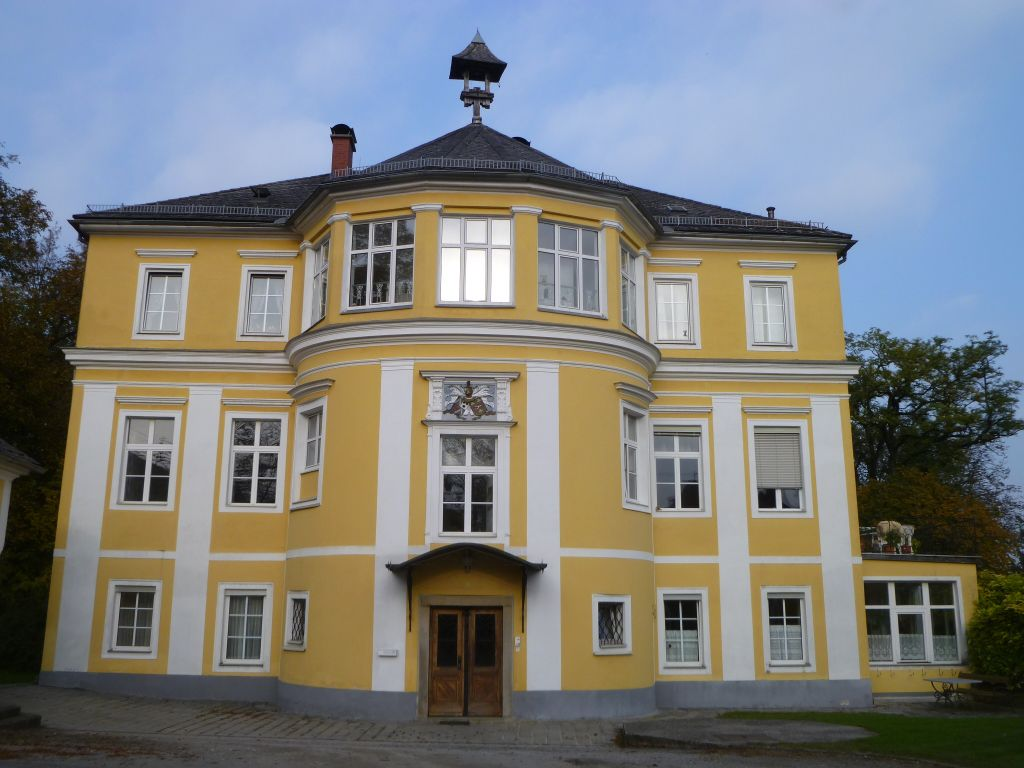
Schloss Rufling heute
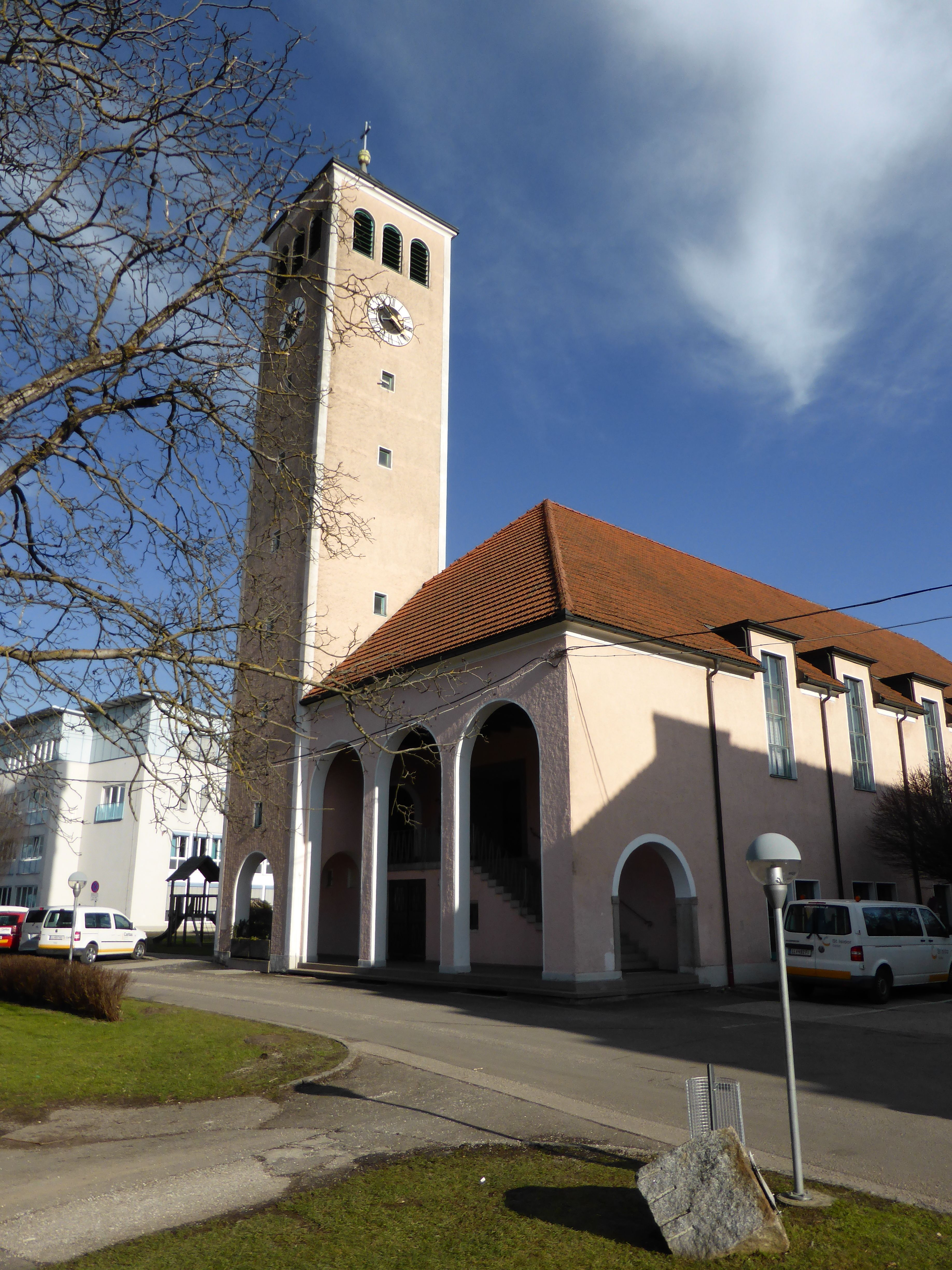
Kirche St. Isidor
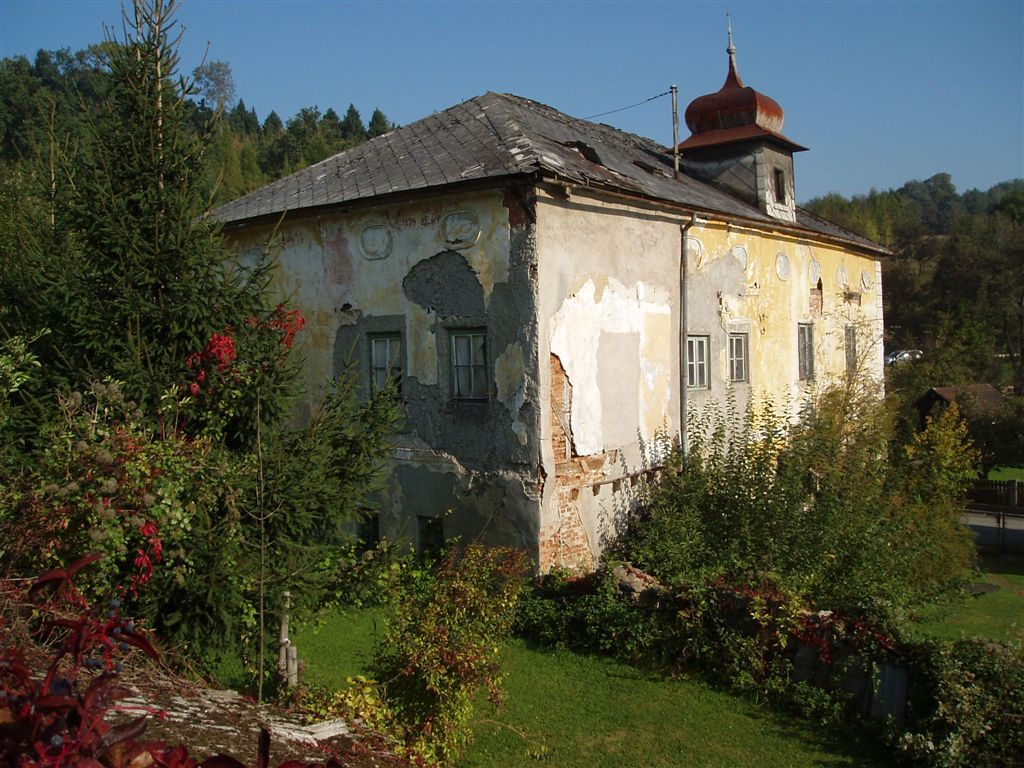
Das Schloss Bergham vor dem Abriss

### Museen und Galerien

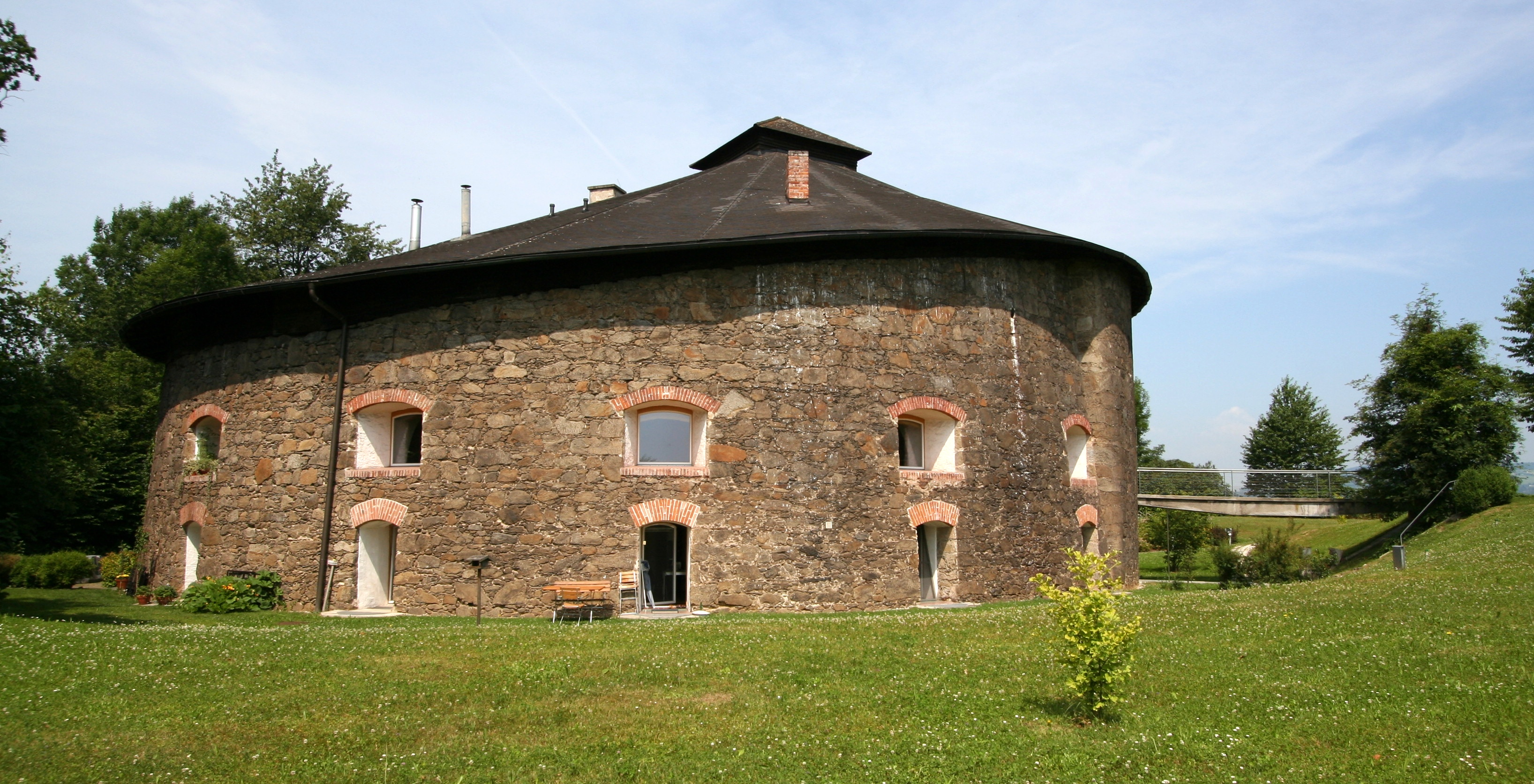
Stadtmuseum im Turm 9

Das Stadtmuseum Leonding befindet sich im Turm 9 der Turmbefestigung Linz, die zwischen 1830 und 1833 auch auf Leondinger Gemeindegebiet errichtet wurden. Das Museum wurde 1999 eröffnet und beherbergt archäologische, wehrgeschichtliche, und heimatkundliche Exponate. Darüber hinaus wird auch aktuelle Kunst präsentiert.
Das 44er Haus befindet sich direkt am Stadtplatz (Hausnummer 44) und wurde 1831 als Schulhaus gebaut. 1998 wurde es als städtische Galerie adaptiert und beherbergt seitdem regelmäßig Ausstellungen. Diese bedeutenden Zentrum der lokalen Kunst und Kultur beherbergt nun auch die Agentur für Standort und Wirtschaft und das Otelo.

### Parks und Erholungsgebiete

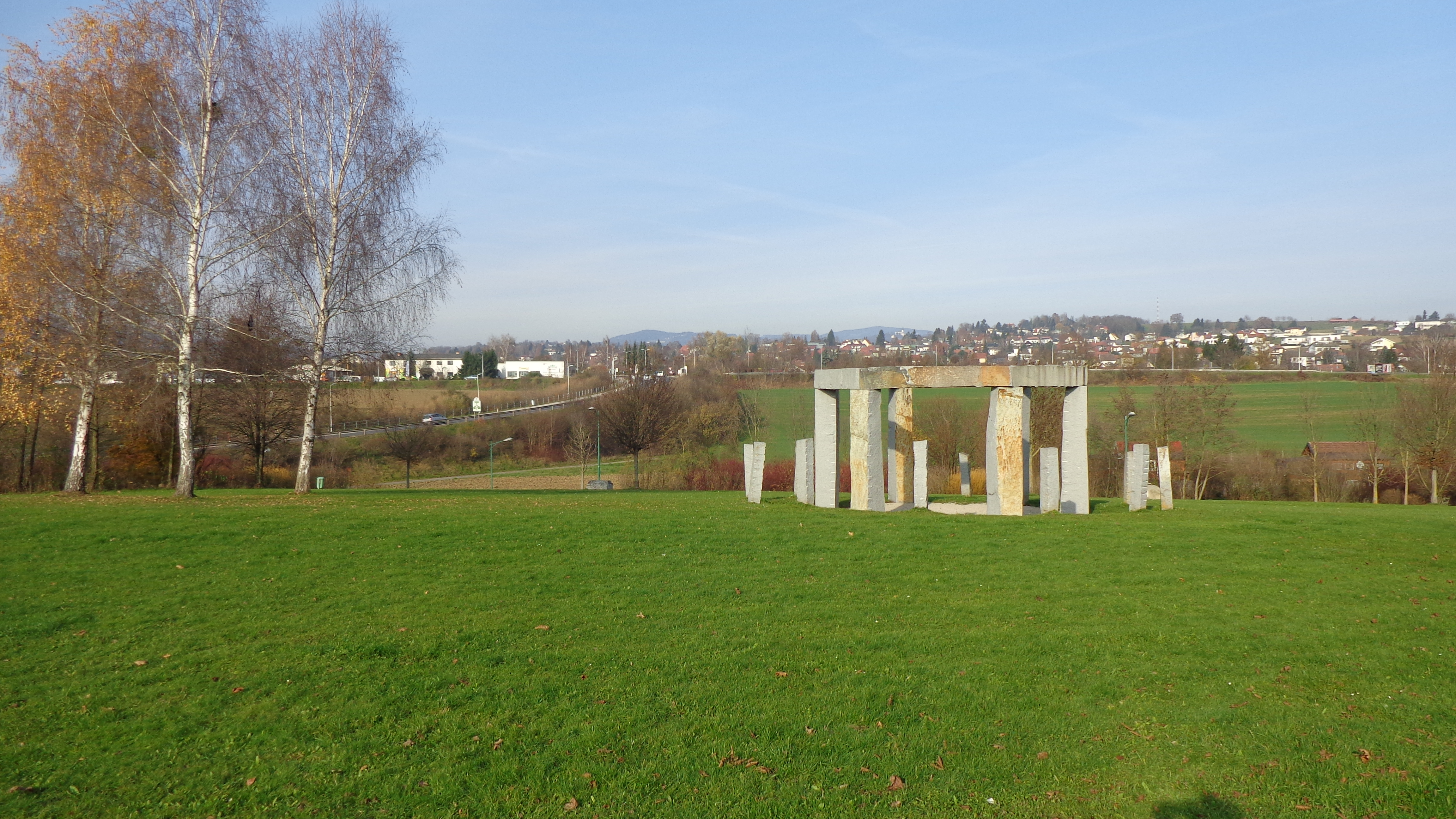
Stadtpark in Hart

Der Stadtpark am Harter Plateau ist mit 60.000 m² der größte Park Leondings und befindet sich zwischen den Wohnsiedlungen am Harter Plateau und der Westbahnstrecke durch Leonding. Von weitem sichtbar ist eine an Stonehenge erinnernde Skulptur in der Mitte des Parks.
Der zweite Stadtpark Leondings ist 50.000 m² groß und befindet sich an der Linie der Turmbefestigung Linz im Leondinger Stadtteil Friesenegg. In der Mitte des Parks befindet sich der momentan leerstehende Turm 13, in der Bevölkerung auch Pulverturm genannt.
Der Kürnberger Wald befindet sich zum Teil in Leonding und stellt ein äußerst beliebtes und frequentiertes Naherholungsgebiet für die Leondinger Bevölkerung dar.

### Musik
- Musikschule: In der Nähe des Stadtplatzes befindet sich die Landesmusikschule Leonding
- Stadtkapelle Leonding: die Stadtkapelle Leonding ist weitbekannt und erreichte zahlreiche Auszeichnungen im In- und Ausland
- Chorgemeinschaft Leonding: die Konzerte der Chorgemeinschaft Leonding sind von sehr hoher Qualität und bei der Bevölkerung überaus beliebt. Musikalischer Leiter der Chorgemeinschaft (sowie des Leondinger Symphonieorchesters) ist Uwe Christian Harrer
- Leondinger Symphonieorchester
- Musikvolksschule Leonding: Volksschule mit musikalischem Schwerpunkt
- Neue Musik-Mittelschule (NMMS) Leonding: Neue Mittelschule

### Regelmäßige Veranstaltungen
- Juli: Klangplatz-Stadtplatz, Konzerte am Stadtplatz
- September: leonart, seit 1993 existierendes Kunstfestival
- November: Kürnberglauf, Laufveranstaltung im Kürnbergwald
- Dezember: Zweitägiger Adventmarkt am Stadtplatz
- Jeden Samstag Wochenmarkt am Stadtplatz (in den Wintermonaten im Atrium)
- Eislaufplatz am Stadtplatz von Mitte Dezember bis Faschingsdienstag

## Wirtschaft und Infrastruktur

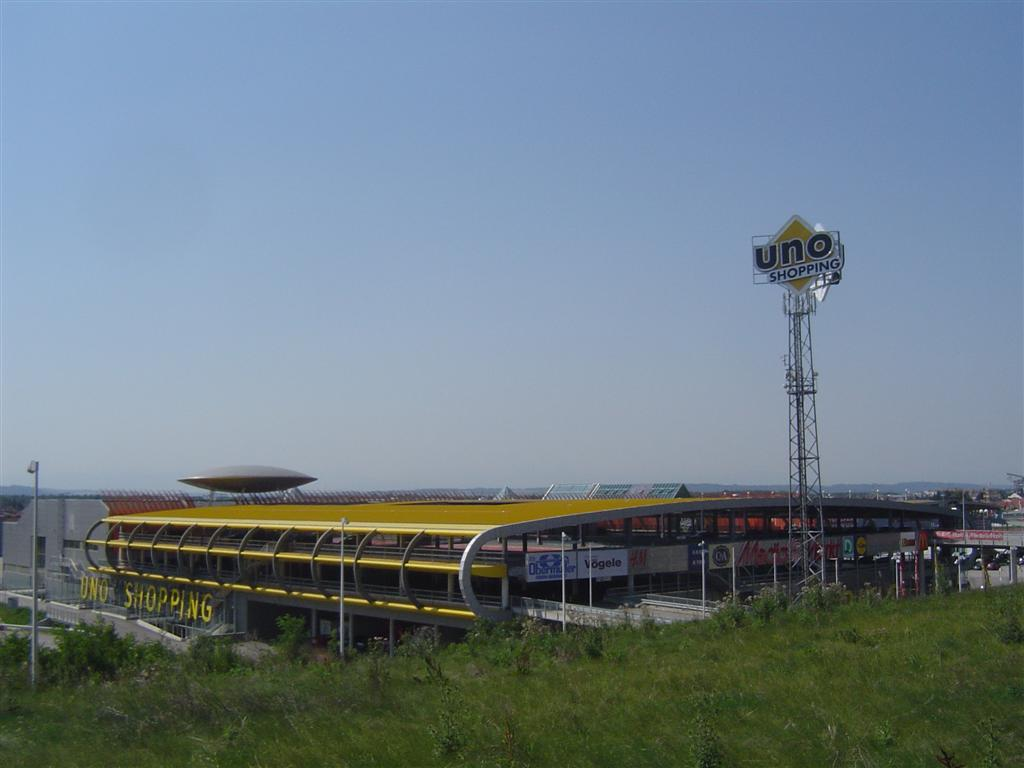
UNO Shopping

Die 1.838 Arbeitsstätten Leondings beschäftigten per Stichtag 31. Oktober 2011 11.676 Beschäftigte. Fünf Arbeitsstätten haben mehr als je 250 Mitarbeitern, 9 Arbeitsstätten beschäftigten jeweils zwischen 100 und 250 Mitarbeiter.
In Leonding befindet sich mit dem UNO Shopping eines der größten Einkaufszentren Österreichs, welches derzeit leersteht. 1990 gegründet konnte es sich ab Mitte der 2000er-Jahre nicht mehr gegen die starke Konkurrenz des unmittelbar benachbarten Plus City in Pasching wehren, fast alle Mieter verließen sukzessive das Zentrum.

### Ansässige Unternehmen

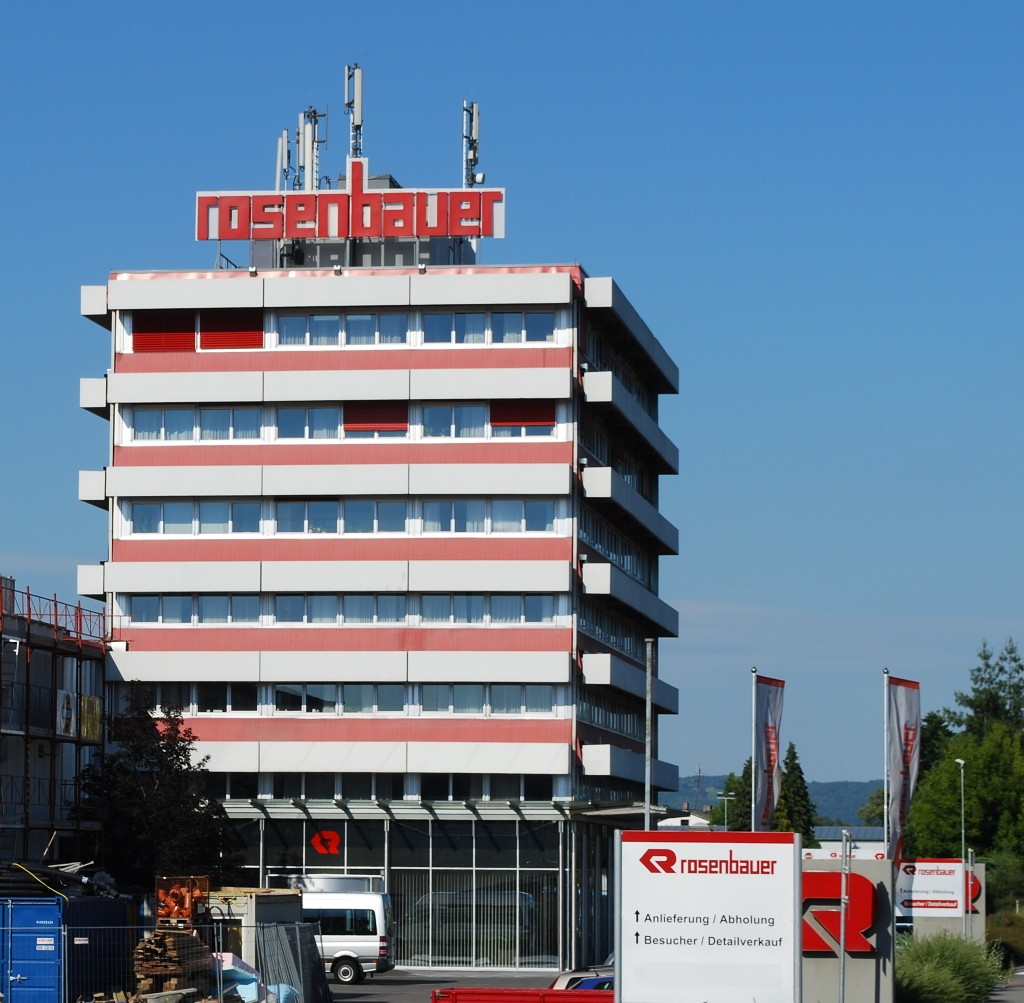
Rosenbauer-Zentrale in Leonding

In Leonding sind viele namhafte und international erfolgreiche Gewerbebetriebe angesiedelt, zum Beispiel Ebner Industrieofenbau, Rosenbauer Feuerwehrfahrzeuge und Feuerwehrausstattung, Banner Batterien und Poloplast. Ferner befinden sich die Zentrale von bellaflora, der größten österreichischen Gartencenter-Kette sowie der Sitz des regionalen Fernsehsenders LinzLand TV in Leonding.

### Tourismus
Im Jahr 2014 wurden in der Stadt 32.929 Nächtigungen verzeichnet, die durchschnittliche Aufenthaltsdauer lag bei knapp 2 Tagen. Somit stieg die Anzahl der Übernächtigungen leicht (2013: 32.738). 17.827 der Nächtigungen entfielen auf Inländer, 15.102 auf ausländische Gäste. Die meisten inländischen Gäste kamen aus Wien (3.159), die meisten ausländischen aus Deutschland (8.865).
Als Unterkunft stehen vier Hotels und mehrere kleinere Pensionen zur Verfügung. Die Hotels liegen dabei größtenteils verkehrstechnisch günstig in der Nähe zu Linz.

### Verkehr

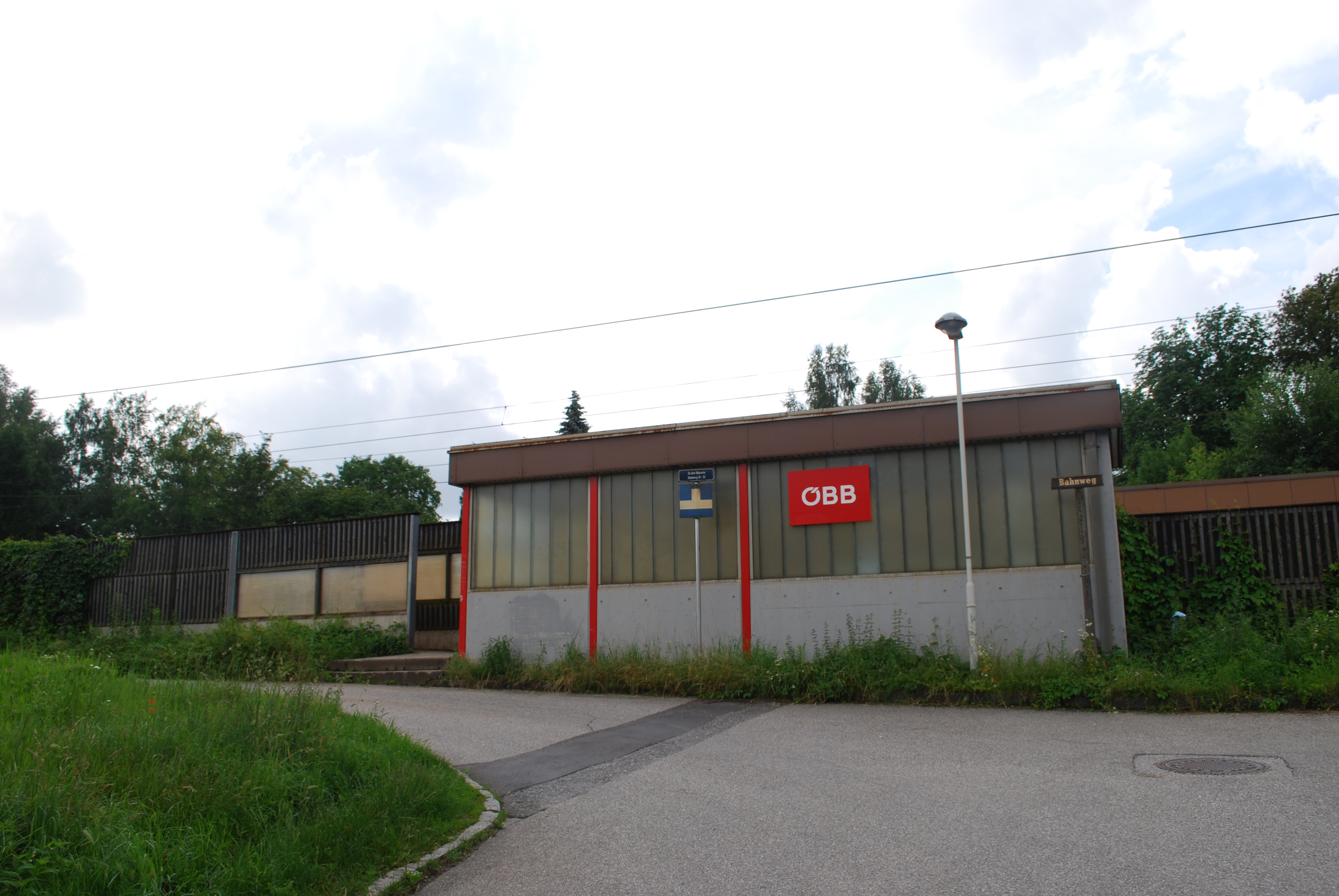
Haltestelle Leonding

In Leonding kreuzen sich die Mühlkreisautobahn A7 und die Kremstal Straße B139. Letztere verläuft mehrere Kilometer auf Leondinger Stadtgebiet zwischen Pasching und Linz, wo in den 1990er Jahren zunehmend starke Verkehrsprobleme auftraten. Wachsende Gewerbegebiete entlang der Strecke und nicht zuletzt die drei großen Einkaufszentren im Süden von Linz (PlusCity in Pasching, Haid Center in Ansfelden und UNO Shopping in Leonding) sorgten für einen starken Anstieg des Autoverkehrs. Erst durch den Bau der Straßenbahn nach Leonding und der Umfahrung zwischen UNO Shopping und PlusCity hat sich in den letzten Jahren die Situation zunehmend entspannt.
Der Flughafen Linz befindet sich nur wenige Kilometer von Leonding entfernt in Hörsching.

#### Bahnverbindung

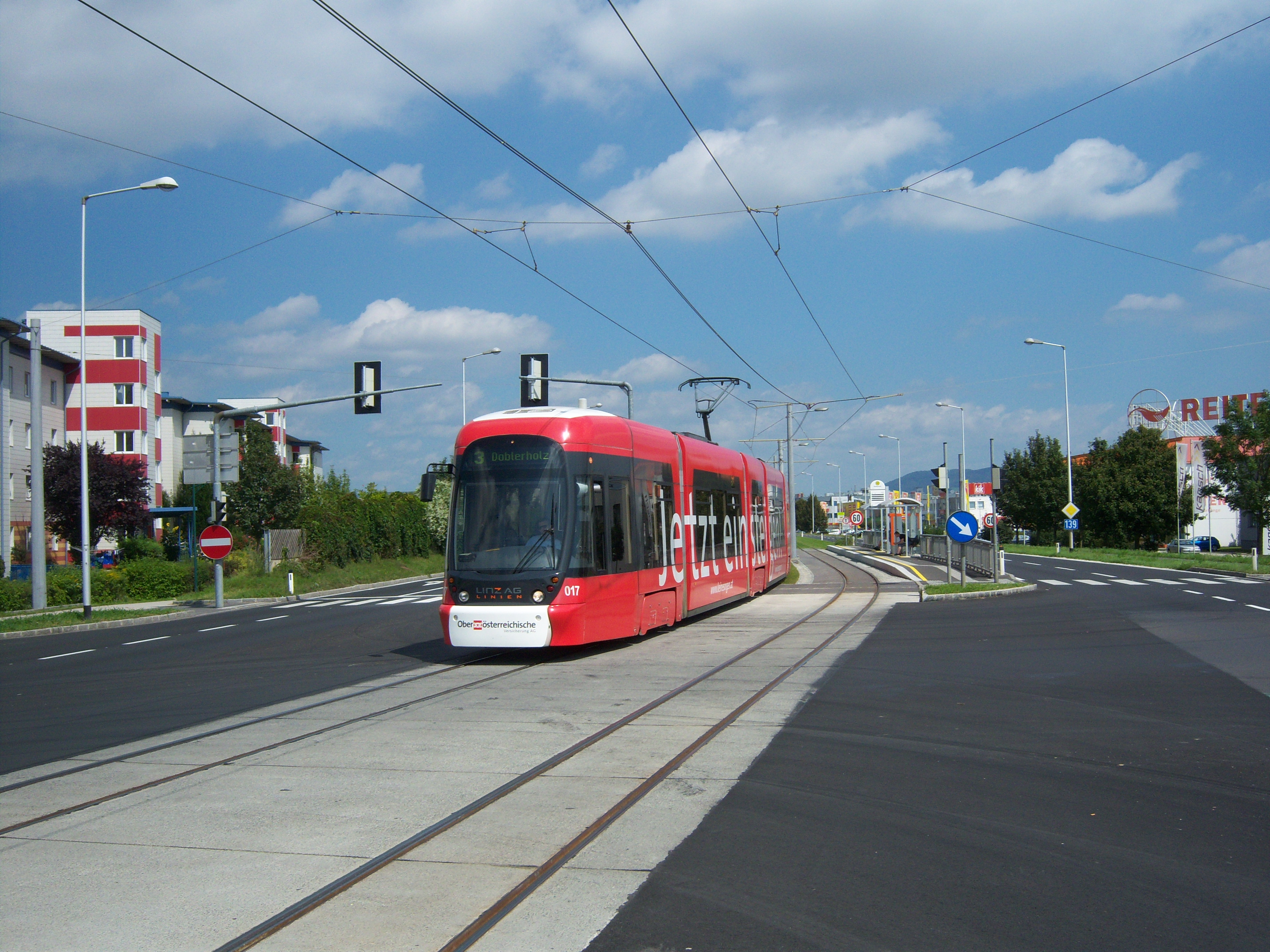
Straßenbahnlinie 3 im Stadtteil Hart

Der Bahnhof Leonding liegt an der Strecke der Westbahn. Derzeit planen die ÖBB einen oberirdischen Ausbau der zweigleisigen Strecke auf 4 Gleise, was von der Gemeindepolitik allerdings geschlossen abgelehnt wird. Diese fordert eine unterirdische Erweiterung, da Schäden durch Lärm und eine drohende Zerschneidung des Gemeindegebiets befürchtet werden. Nach längeren Diskussionen wurde im April 2015 zwischen Gemeinde und ÖBB vereinbart, das Verfahren bis nach der Wahl im September 2015 zu unterbrechen.
Weiters befinden sich in Leonding sechs Haltestellen der LILO (Untergaumberg, Leonding Lokalbahn, Straßfeld, Bergham, Am Dürrweg, Rufling).

#### Öffentlicher Nahverkehr
Der öffentliche Nahverkehr Leondings wird durch die Linz-AG-Linien betrieben. Im August 2011 wurde die Verlängerung der Straßenbahnlinie 3, die vom Linzer Hauptbahnhof auf das Harter Plateau zum vorläufigen Endpunkt Doblerholz führt, eröffnet. Ende Februar 2016 wurde die Strecke bis zur Trauner Kreuzung verlängert. Im Herbst 2016 wurde die Straßenbahnlinie 4 eingeführt, die neben der Strecke der Linie 3 auch den neuen Abschnitt zwischen Trauner Kreuzung und Schloss Traun befährt.
Neben der Straßenbahn verkehren auch drei reguläre (11, 17, 19) und drei Stadtteillinien (107, 191 und 192) der Linz AG durch das Stadtgebiet Leondings.

### Bildung

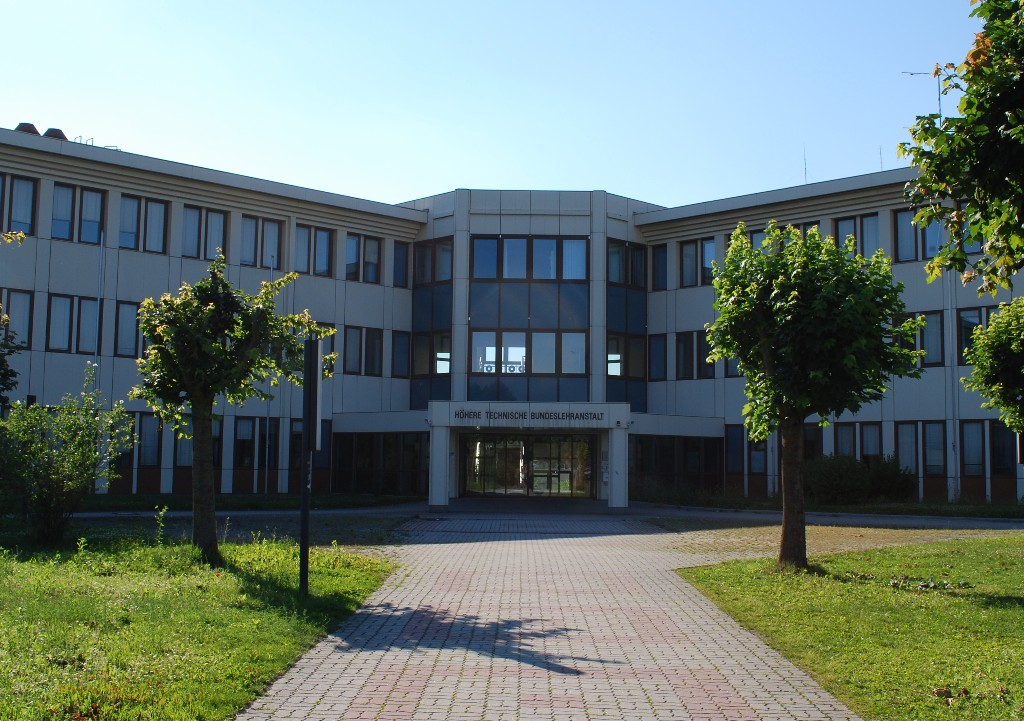
HTL Leonding

- Am Harter Plateau befindet sich die HTL Leonding, die Ausbildung in den Bereichen Elektronik, EDV und Organisation, Biomedizin und seit 2014 auch Medientechnik bietet. 2016 besuchten knapp 900 Schüler die HTL Leonding. Die HTLs in Traun und Perg gehen auf Exposituren der HTL Leonding zurück.

Außerdem befinden sich in Leonding folgende Schulen:
- das Gymnasium Neue Digitale AHS Leonding
- 4 Volksschulen
- 3 Neue Mittelschulen
- 1 Polytechnische Schule
- 1 Sonderschule

Weiters befindet sich eine Landesmusikschule in Leonding.

### Sport
In Leonding gibt es vier große Sportvereine: ASKÖ Doppl-Hart 74, Sportunion Leonding, ASKÖ Leonding und der ÖTB Leonding.

## Politik
Der Gemeinderat hat 37 Mitglieder.

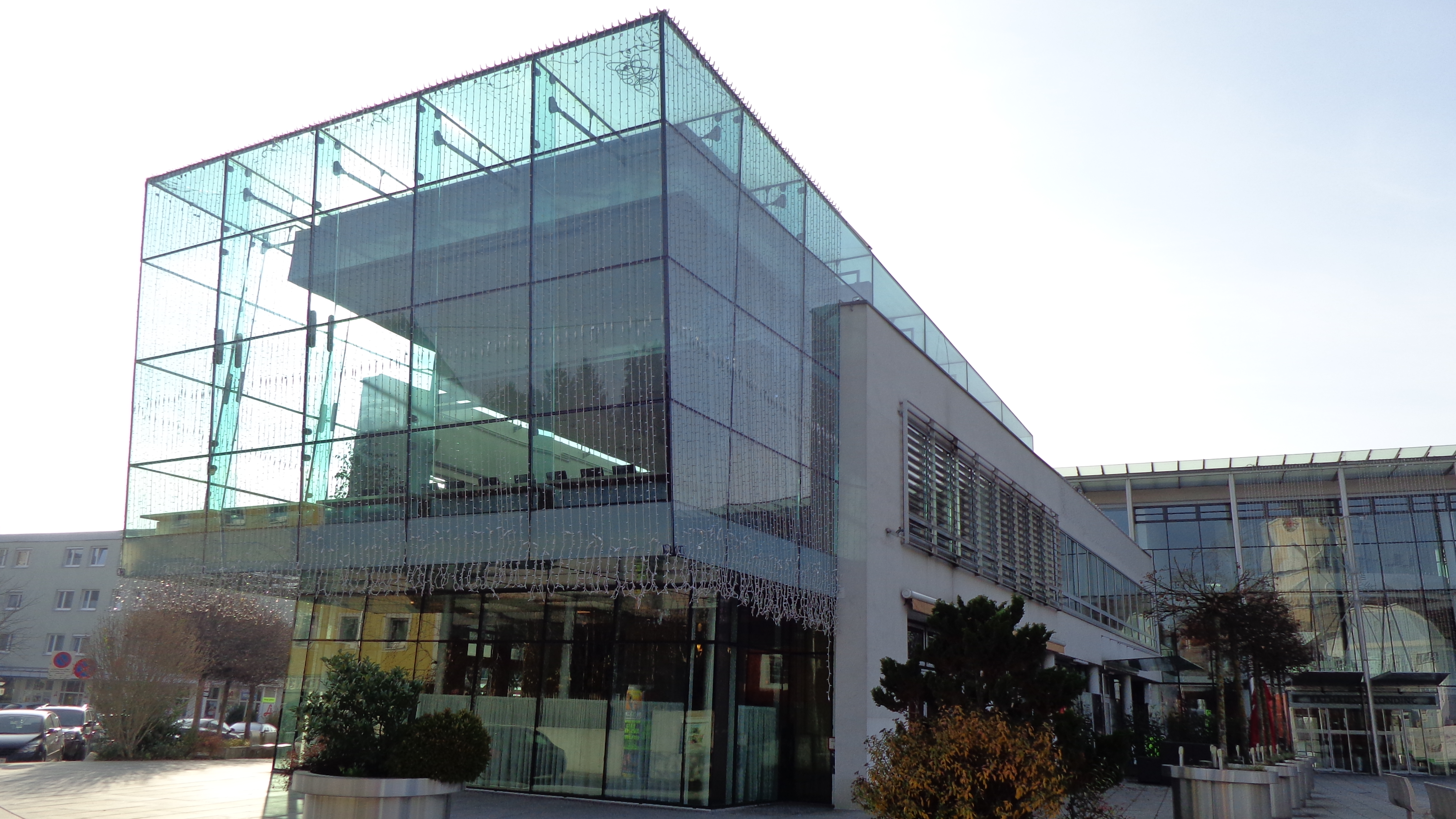
Der Gemeinderat tagt im Leondinger Stadtsaal am Stadtplatz

- Mit den Gemeinderats- und Bürgermeisterwahlen in Oberösterreich 1997 hatte der Gemeinderat folgende Verteilung: 16 SPÖ, 11 ÖVP, 7 FPÖ und 2 GRÜNE.
- Mit den Gemeinderats- und Bürgermeisterwahlen in Oberösterreich 2003 hatte der Gemeinderat folgende Verteilung: 19 SPÖ, 10 ÖVP, 5 GRÜNE und 3 FPÖ.
- Mit den Gemeinderats- und Bürgermeisterwahlen in Oberösterreich 2009 hatte der Gemeinderat folgende Verteilung: 17 SPÖ, 11 ÖVP, 5 FPÖ und 4 GRÜNE.
- Mit den Gemeinderats- und Bürgermeisterwahlen in Oberösterreich 2015 hatte der Gemeinderat folgende Verteilung: 13 SPÖ, 9 FPÖ, 8 ÖVP, 5 GRÜNE und 2 NEOS.
- Mit den Gemeinderats- und Bürgermeisterwahlen in Oberösterreich 2021 hat der Gemeinderat folgende Verteilung: 16 SPÖ, 7 ÖVP, 7 GRÜNE, 5 FPÖ, 1 MFG und 1 NEOS.[25][26]

Die Gemeinderatswahl 2021 mit einer Wahlbeteiligung von 67,96 % ergab folgendes Ergebnis:
| Partei / politische Gruppierung   | Stimmen- anteil | Verän- derung | Sitze im Gemeinderat | Verän- derung | Sitze im Stadtrat |
| --------------------------------- | --------------- | ------------- | -------------------- | ------------- | ----------------- |
| SPÖ                               | 40,14 %         | + 6,3 %       | 16                   | + 3           | 4                 |
| ÖVP                               | 18,89 %         | - 3,83 %      | 7                    | - 1           | 2                 |
| Grüne                             | 17,67 %         | + 4,03 %      | 7                    | + 2           | 2                 |
| FPÖ                               | 12,80 %         | - 10,59 %     | 5                    | - 4           | 1                 |
| MFG                               | 4,54 %          |               | 1                    |               | 0                 |
| NEOS & unabhängige Grüne Leonding | 3,76 %          | - 2,21 %      | 1                    | - 1           | 0                 |
| Für Leonding                      | 1,37 %          |               | 0                    |               | 0                 |
| KPÖ                               | 0,83 %          |               | 0                    |               | 0                 |

### Gemeinderat und Stadtrat
Der Leondinger Gemeinderat besteht aus 37 Mitgliedern. Der aus den Reihen der Gemeinderäte gewählte Gemeindevorstand, der Stadtrat, besteht einschließlich des Bürgermeisters und der 3 Vizebürgermeister aus 9 Personen.

### Stadtfinanzen
Im Jahr 2014 plante die Stadt Leonding mit Einnahmen in Höhe von 57 Millionen Euro. Die größten Einnahmequellen waren die Ertragsanteile aus dem Finanzausgleich mit 26,8 Millionen Euro und die Kommunalsteuer mit 14,3 Millionen Euro. Bei den Ausgaben plante man mit rund 54 Millionen Euro, wobei der größte Einzelposten mit 19 Millionen Euro wiederum der Finanzausgleich war. Teure Einzelprojekte 2014 sind der Neu- bzw. Umbau mehrerer Kindergärten, der allgemeine Straßenbau und der Bau der Straßenbahn. Mit einer Pro-Kopf-Verschuldung von 629 Euro ist Leonding eine der am wenigsten verschuldeten Gemeinden Oberösterreichs.

### Wappen
Auf silbernen Hintergrund, ein roter, aufgerichteter, goldbewehrter Greif.
Der stehende Greif wurde aus dem Wappen der Painherren (Grundherren und Gutsbesitzer in Holzheim und Leonding) entlehnt. Das Wappen wurde vom Land Oberösterreich am 27. Jänner 1969 verliehen. Die Stadtfarben sind Rot und Gelb. Am 27. Oktober 1975 wurde Leonding offiziell zur Stadt erhoben.

## Persönlichkeiten

### Söhne und Töchter der Stadt
- Michael Gitlbauer (1847–1903), Altphilologe
- Balduin Wiesmayr (1889–1948), Abt des Zisterzienserstiftes Wilhering
- Eduard Haas III. (1897–1989), Gründer der PEZ-Fabrik
- Heinz Holter (1904–1993), Biochemiker und Zell-Physiologe
- Gerhard Haderer (* 1951), Karikaturist
- Hannes Haas (1957–2014), Medien- und Kommunikationswissenschaftler
- Jürgen Meindl (* 1965), österreichischer Botschafter in Belgien

### Personen mit Bezug zur Gemeinde
- Alois Dorn (1908–1985), Maler und Bildhauer
- Gertrud Fussenegger (1912–2009), Schriftstellerin
- Hans Schmidinger (1912–1994), Bildhauer, Maler und Restaurator
- Franz Hofer (1929–2020), Vizebürgermeister, Landtagsabgeordneter
- Franz Ecker (1943–1999), Maler
- Uwe Christian Harrer (* 1944), Musiker
- Johann Mayr (* 1946), Historiker, Professor
- Anna Mitgutsch (* 1948), Schriftstellerin, Ehrenbürgerschaft 2023[30][31]
- Ferry Öllinger (* 1959), Schauspieler
- Alfred Haberpointner (* 1966), Bildhauer
- Monika Hinterberger (1962–2018), Künstlerin
- Wolfgang Lehner (* 1968), Radiomoderator
- Patrick Addai (* 1969), Kinderbuchautor
- Julia Windischbauer (* 1996), Schauspielerin